# 中国铁路25T型客车
25T型客车是中国铁路的空调铁路客车型号之一，是为满足中国铁路第五次大提速160公里时速等级而设计制造的，2003年1月起投入运营，2004年定型。

## 分类
25T型客车分为普通型及青藏高原型。

### 普通型
25T型客车是中国铁路25型客车系列的型号之一，其中的字母“T”代表“提速”和“特快列车”，属25K型客車的后继型号。25T型客车是为中国铁路进行第五次大面积提速而设计，以满足以160km/h的速度持续运行20小时不停站、一次库检作业5000公里无需检修、主要部件200万公里内无需更换的要求。25T型客车最高运营时速为160公里/小时，平直道紧急制动距离（初速度160km/h时）不大于1400米，最大编组数为20辆。车底两侧设裙板以减少运行时的空气阻力，车体板梁柱间处采取减振隔音密封措施。整列车构成PLC控制的监控系统，设有集中控制的信息系统。列车采用了机车供电技术，实现了机车向客车供电，编组取消了发电车。
早期普通型25T一般使用午夜藍及白色搭配的涂装。目前25T型客车涂装以绿色为底色，车窗上下侧分别喷印黄色条带，车窗上侧与车窗下侧的黄色条带宽度均相等且连续，与25B型和青藏25T型类似，部分车体的窗框亦照BSP制青藏25T型的样式刷成绿色（如Z285/286次列车的硬座车厢）。

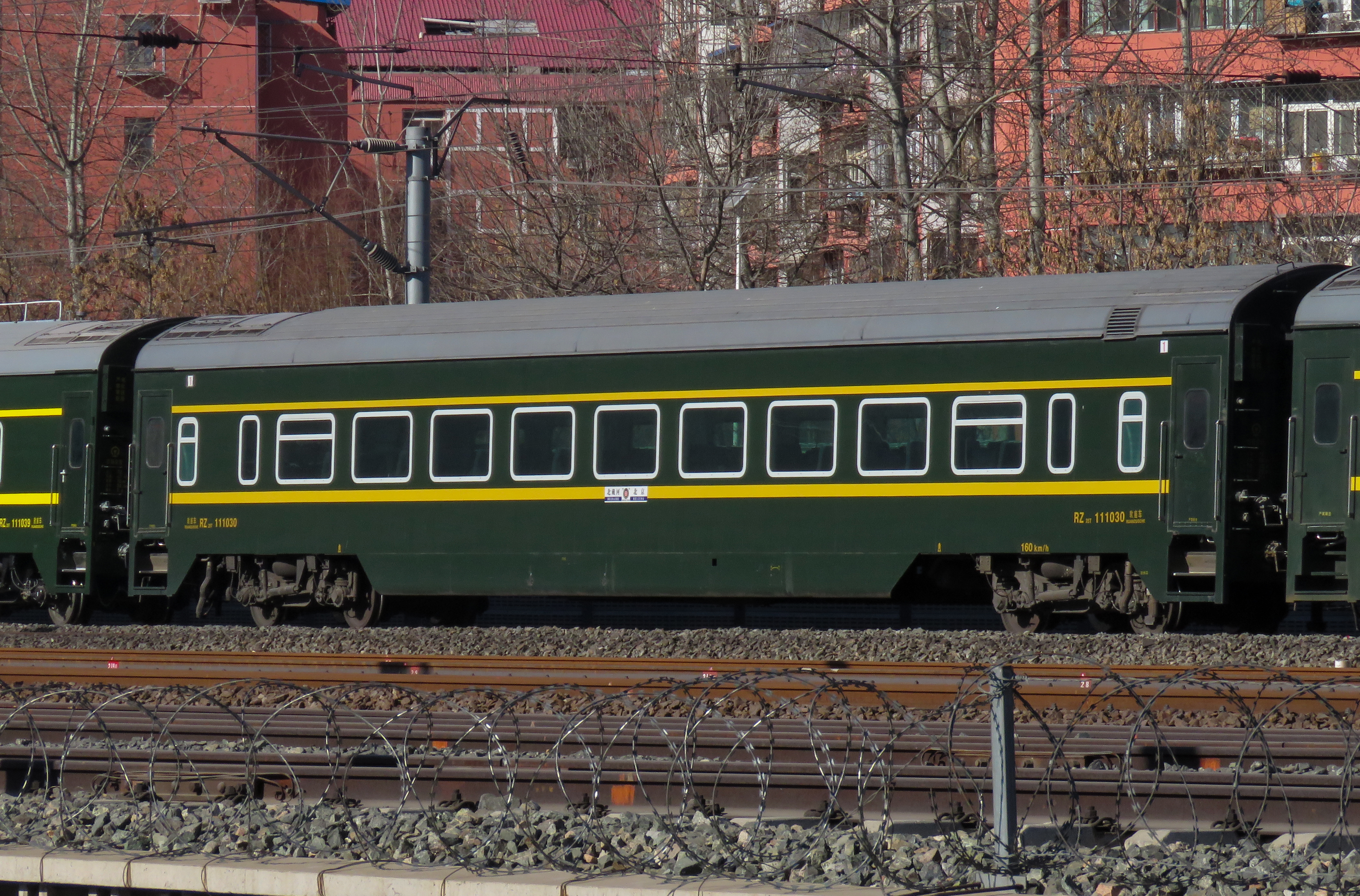
采用新涂装方案的BSP软座车，仍然保留裙板和折页门

据中国铁路总公司运输局要求，2015年1月1日后竣工的新造25型客车及厂修、段修25型客车，采用以橄榄绿为主色的涂装方案，通过腰饰带两端形状的淡黄色块数量区别不同的车型。除双层客车、国际联运客车、行包快运车、内燃动车组可不须采用该新涂装，其余进入国铁线路运营的客车均须执行新涂装。

#### 发展历史

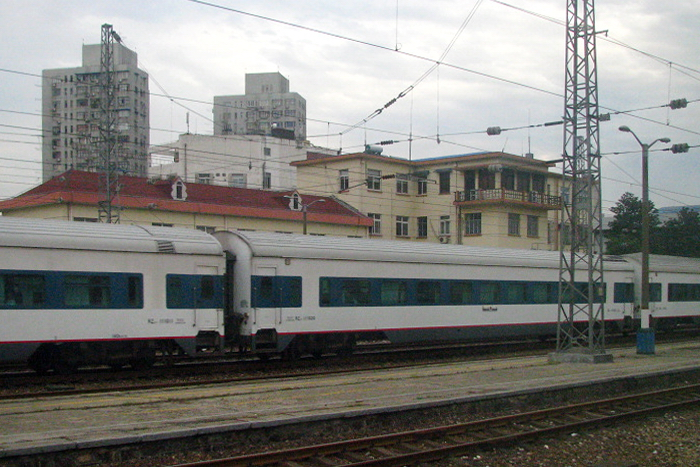
BSP原厂制普通型25T型软座车

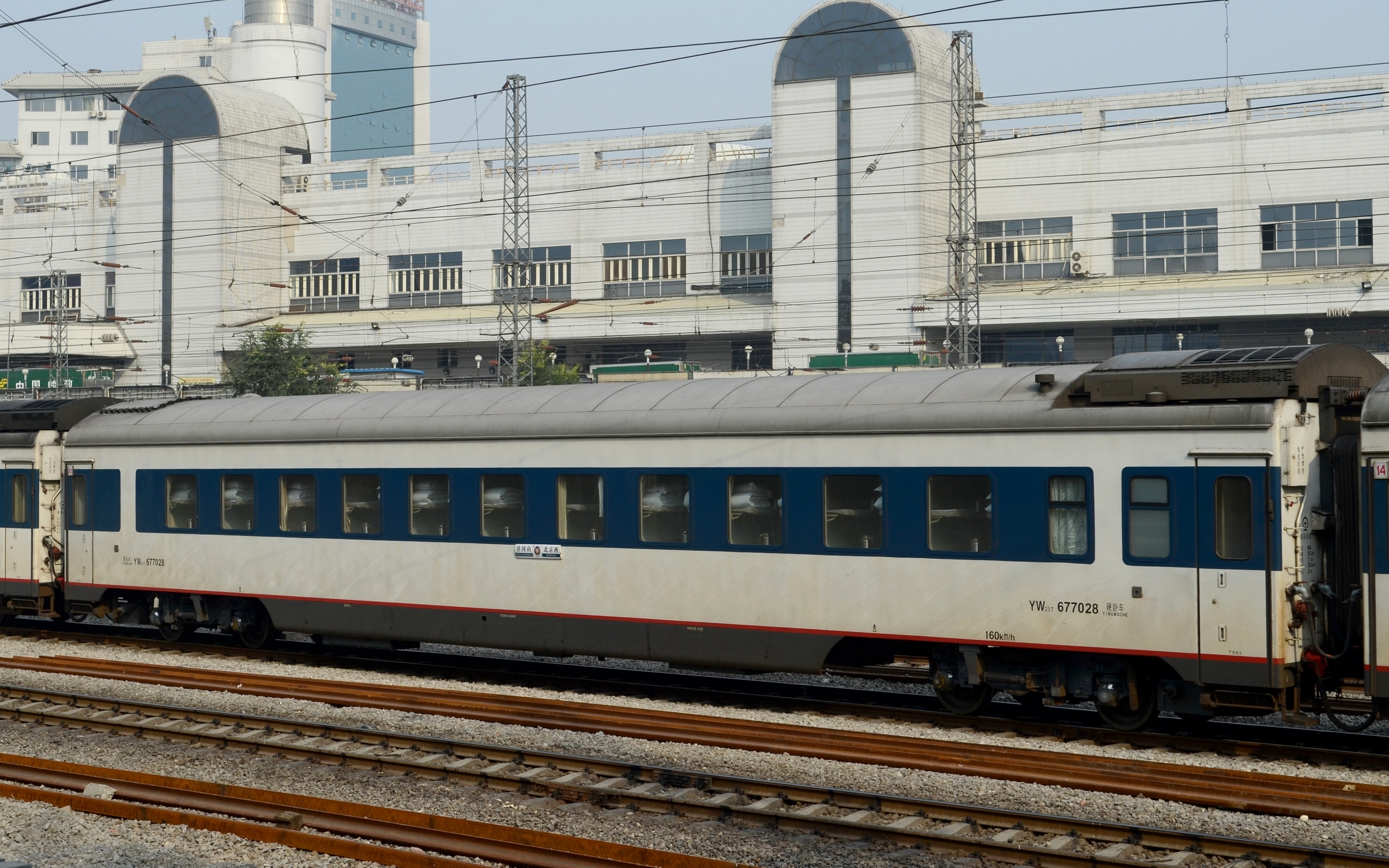
国产化普通型25T型硬卧车在北京西客站

25T型客车的历史背景可以追溯到1990年代初，当时加拿大庞巴迪集团正大力拓展环球业务，尤其是在亚洲的市场，而实行改革开放、经济正在起飞的中国，正好成为一个机会和目标，与此同时，中国也希望引进国外先进的车辆生产技术，加速国内的铁路现代化和提速需求。1993年，中国铁道部与加拿大鲍尔公司及庞巴迪公司签署谅解备忘录，规划在沿海开放城市青岛市，建立起一个以生产先进铁路客车为主要业务的中外合资企业。这个中外合资项目在1994年正式立项，但直到1997年4月，立项报告才得到国家计委批准。1997年11月27日，时任中国国家主席江泽民访问加拿大期间，与时任加拿大总理克雷蒂安出席了中国采购300辆新型高档客车谅解备忘录的签字仪式；1998年11月20日，加拿大总理克雷蒂安访华时与时任国务院总理朱镕基正式签订了采购300辆客车框架合作协议。1998年11月27日，青岛四方-庞巴迪-鲍尔铁路运输设备有限公司（BSP）成立。
1999年11月12日，BSP接获中国铁道部的第一张订单，铁道部为北京、上海、郑州、沈阳铁路局和广州铁路集团购置的新一代的提速型高档客车共300辆，销售合同签字仪式当天在北京举行，铁道部副部长盛光祖与加拿大驻华使馆官员，庞巴迪、鲍尔公司的代表，以及中国国家发展计划委员会、对外贸易经济合作部、中国建设银行、中国国际信托投资公司的代表出席了签字仪式。盛光祖表示，希望通过技术合作和转让，尽快生产出具有国际一流水平的客车，以满足铁路旅客运输的需要，同时促进中国铁路客车整体设计、制造水平的提高。
BSP于2000年展开新型高档客车的研发工作，于2002年开始投产。2003年1月，由BSP制造的首批2列新型软座提速客车（共计22辆，车号RZ25K110992—RZ25K111014）交付上海铁路局，1月17日起在上海（梅陇）—杭州间投入运营，上海铁路局客运公司沪宁杭分公司（杭州地区）担当乘务和检修工作。2003年11月，为确保在中国铁路第五次大提速开行夕发朝至直达特快列车的可靠性，一批BSP提速客车赴中国国家铁道试验中心，与东风11G型柴油机车共同进行试验。
2003年12月，根据《铁道部2004年第一次新型160km/h速度级客车议标标书》，长春轨道客车、唐山轨道客车、南京浦鎮車輛廠参考BSP的产品，开始批量生产提速客车。同时，提速客车正式定型为“25T型”。
2023年起，中国铁路哈尔滨局集团一些YZ25T型硬座车被改造为YW25T型硬卧车，次年广西沿海铁路股份有限公司亦有9辆YZ25T型硬座车在柳州机车车辆公司改造为RW25T型软卧车。

##### 广九版国产25T（25T-111）

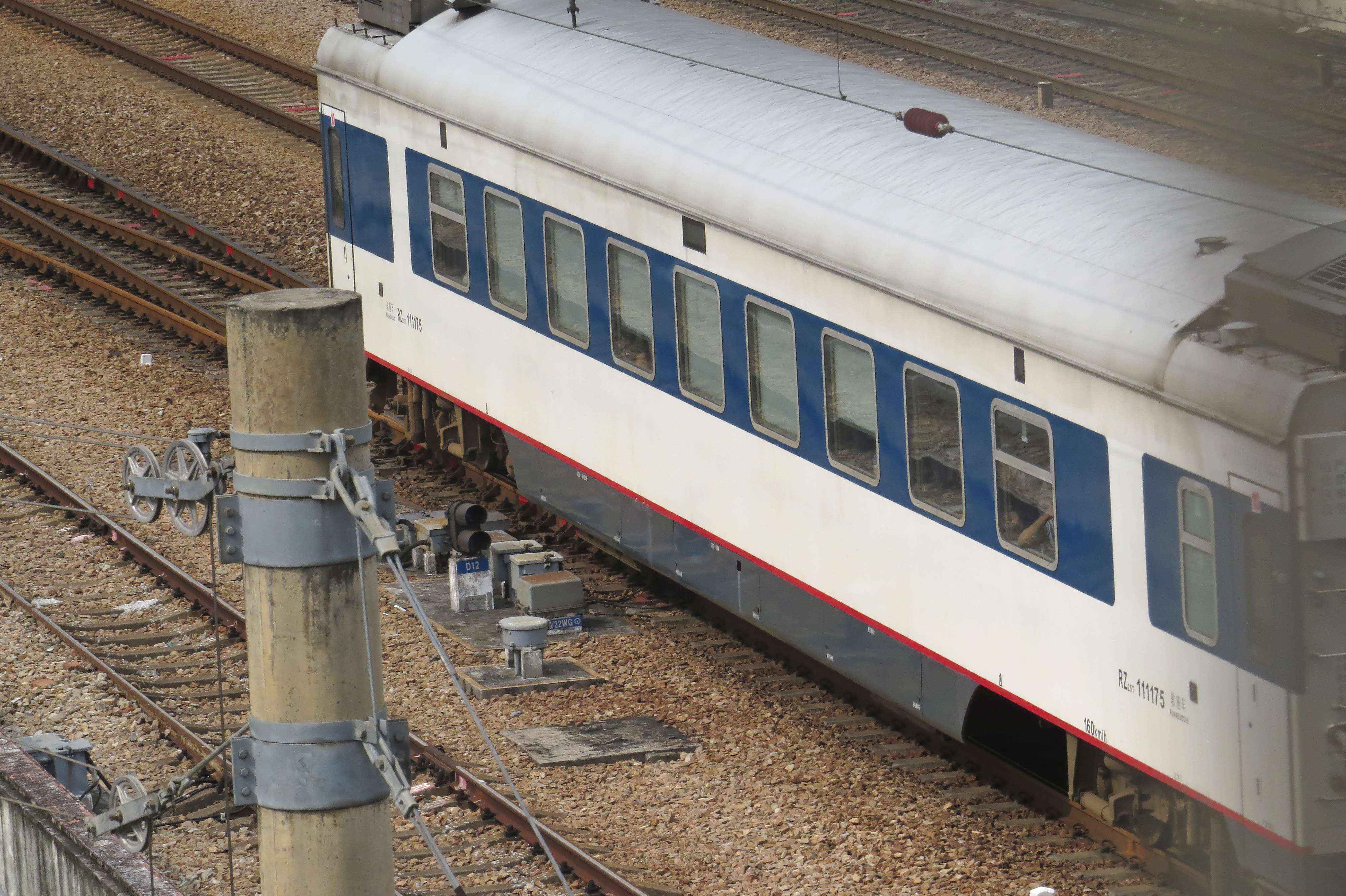
广九版RZ25T，车体外设有电子显示屏

2012年6月13日广深铁路股份有限公司向南车四方购买50辆25T型软座客车，用于广九直通车以及广深至惠州、河源城际列车的运营。这50辆25T型软座客车在车外设有电子显示屏，车内设施更加人性化：座椅全部可旋转并配有折叠餐桌与插座，窗帘由滑动式改为固定下拉式，厕所则由原先的直排式改为集便式。而餐车的厨房采用了开放式设计，使用了透明玻璃间隔，使得餐车的作业都在旅客的“监督”之下。另外，這款客車採用廣州中車製的冷氣機組。这批25T列车于2012年9月开始在广深铁路进行测试，并与12月正式投入广九直通车的运营，主要配屬廣鐵廣段（牌）（廣州車輛段石牌運用車間），而所有此等客車六位數字編號均以111起首（除餐車外）。在每日營運時，其中1列25T客車會在港鐵何東樓車廠北廠過夜，翌日再拖往紅磡站作頭班往廣州直通車。
- 南车四方制广九版25T型內部
- 南车四方制广九版25T型座椅
- 南车四方制广九版25T型的电源插座
- 南车四方制广九版25T型洗手台

#### 技术特点

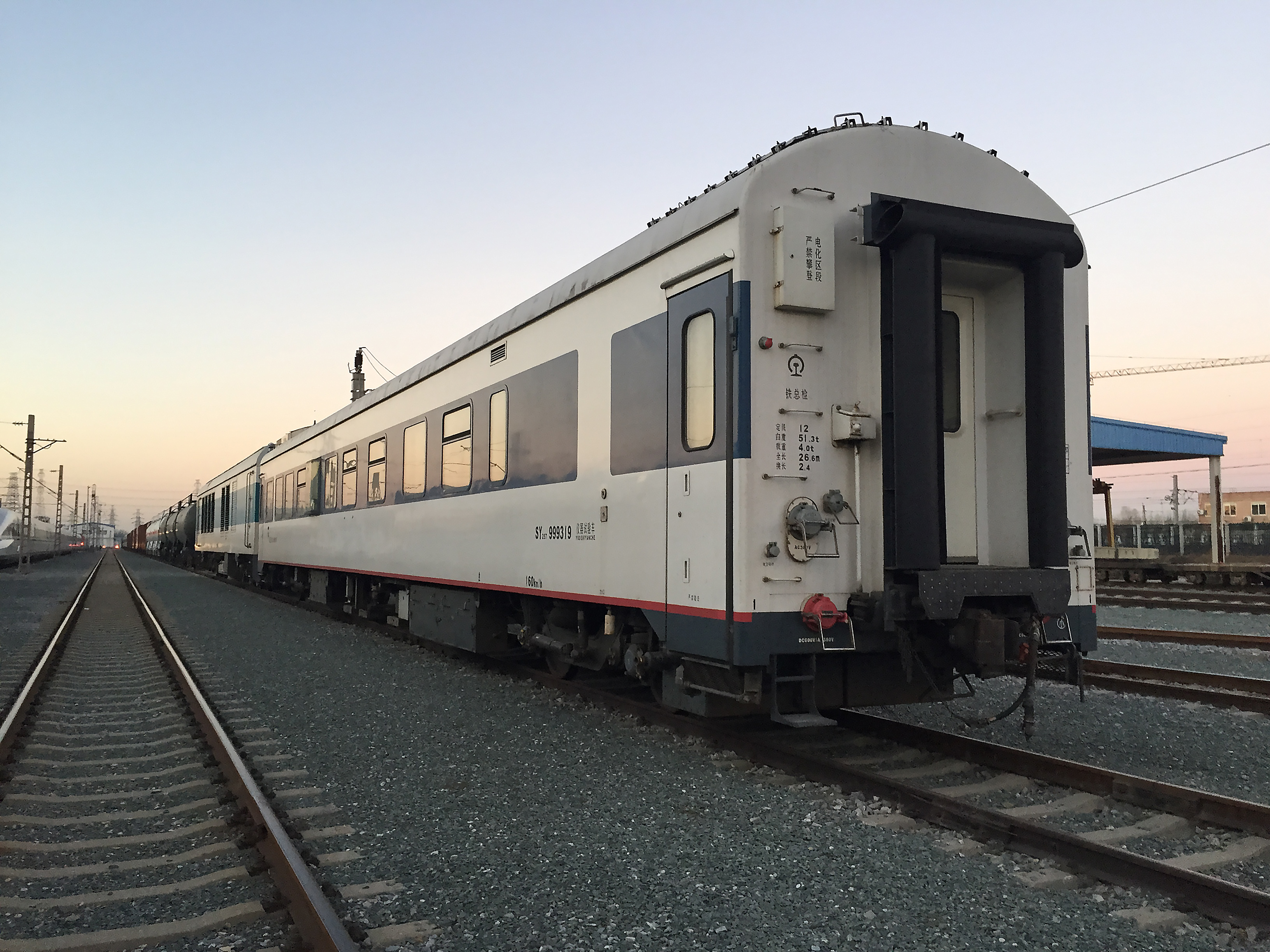
SY_{25T}型仪器试验车在北京环行铁道

普通型的25T型客车分为两个版本。一类是由加拿大龐巴迪公司提供技术及授权BSP原厂制造版本，由2002年起制造，总产量为338辆。25T型客车以庞巴迪为比利时铁路生产的I11型200km/h级别高速客车为原型，只有软座车，软卧车和餐车三种，采用由法国ANF公司提供、稳定程度较高、采用U形构架无摇枕结构的AM96型转向架。使用小间隙车钩与牵引机车连挂；密接式车钩相互连挂，风挡上方设车端阻尼装置，并且设有真空集便器。供电模式为AC380V，使用兼容AC380V模式的部分东风11G型内燃机车或韶山9型电力机车供电，或者和25K型客车一样，可以用KD25K（25K型空调发电车）供电。
另一类25T为完全国产化版本，由长春轨道客车、唐山轨道客车及南京浦鎮車輛廠按照BSP提供的图纸制造，2004年起生产。设有软座车、硬座车、软卧车、硬卧车、餐车、行李车、邮政车、行包专用车等，也有供特别用途的试验车、公务车、特种车，廣九直通車版25T型还设有软座行李合造车（但车体标记为RZ25T而非RZXL25T）。采用了CW-200K型或SW-220K型、PW200K型、CL-242K型转向架，装有抗蛇行减振器，采用双管制供风系统、104型电空制动机。使用半永久密接式车钩，改用密闭式塞拉门和折棚风挡并有真空集便器。供电模式少数为AC380V集中供电，大多为DC600V集中供电、分散变流的方式，安装逆变器，方便机车供电。2016年4月起出厂的25T型餐车布局改为一半座车、一半吧台的布局，类似于统型CRH380系列的二等座车/餐车（ZEC），不能在内厨进行烹饪，而是利用微波炉加热为旅客提供餐食，加热的盒饭会在沿途各大站进行补给（尽管实际运用中很少中途补给），但这种车体仍然标记为CA25T。这种不设餐座的CA25T现用于呼和浩特至西宁的Z311/312次列车。

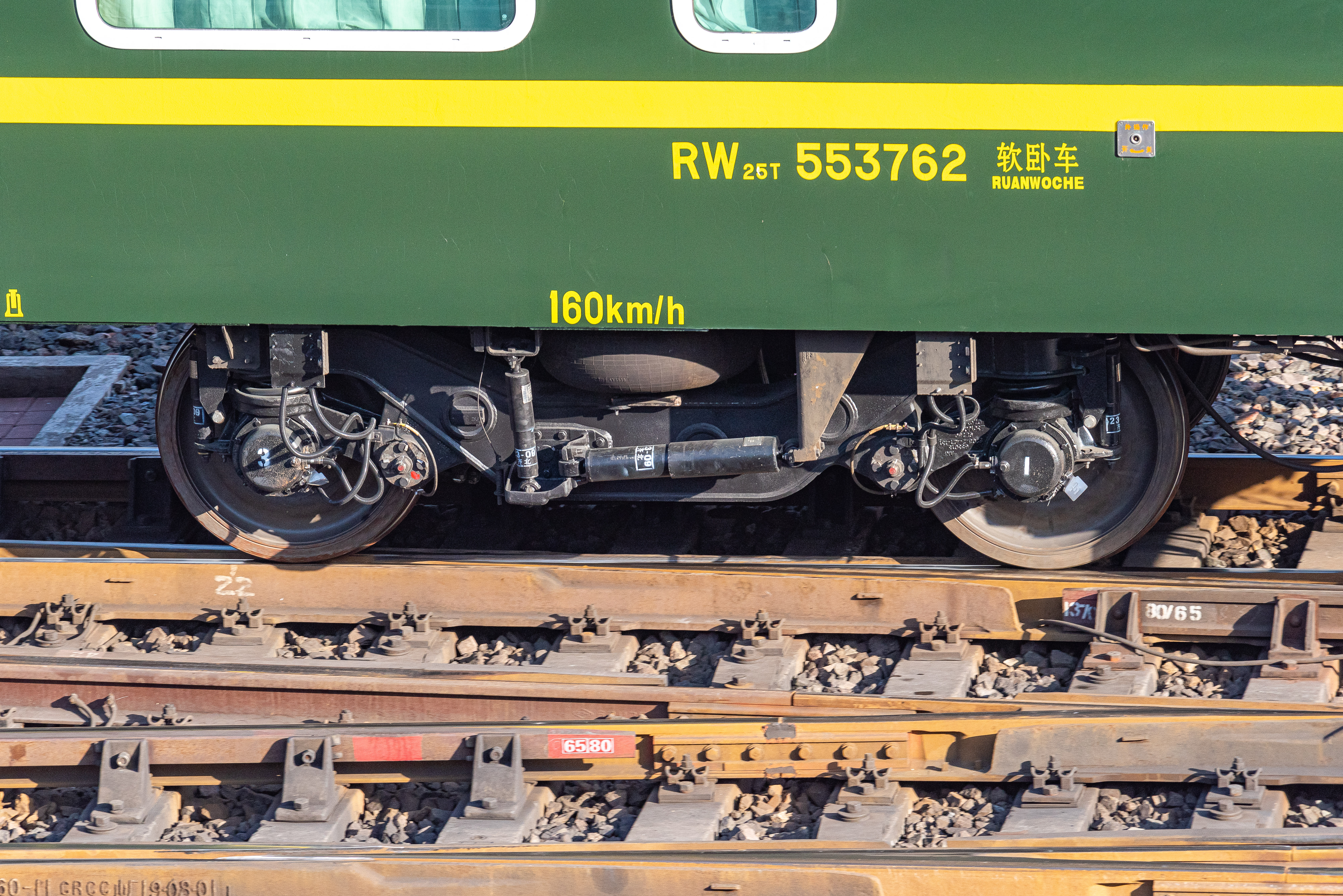
前期型BSP制RW25T所用的AM96型转向架
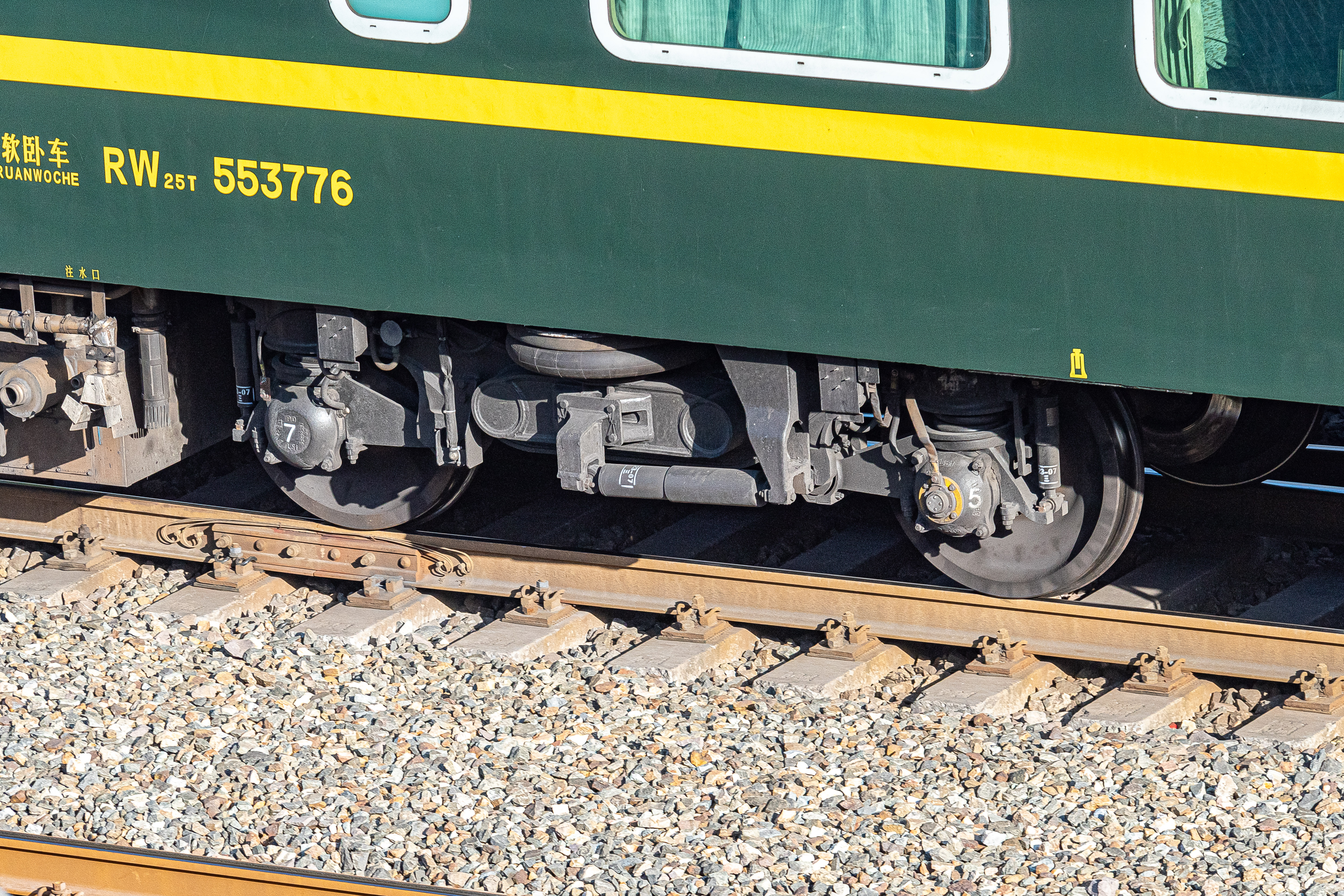
部分BSP后期型25T所用的SW-220K型转向架
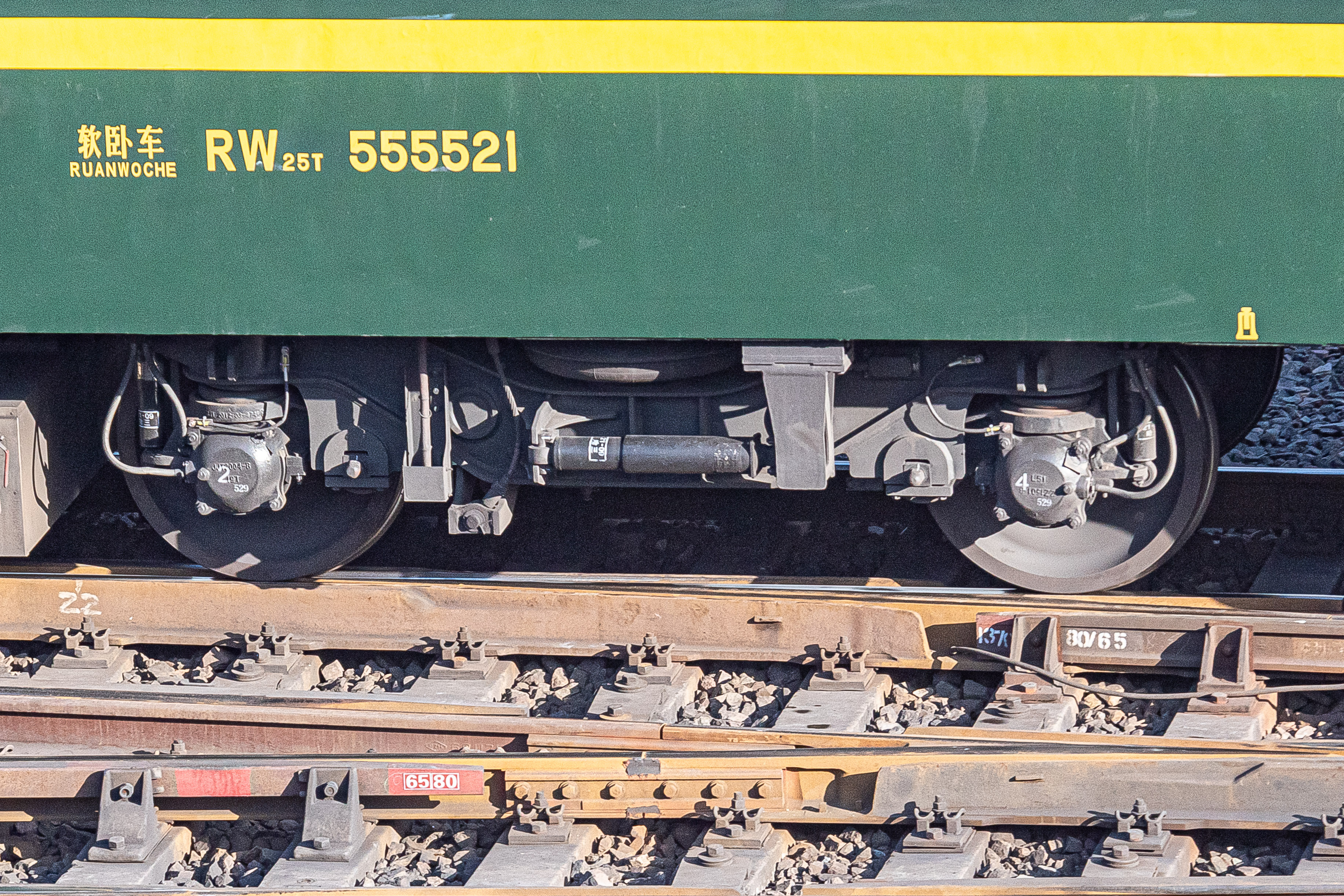
国产化25T所用的CW-200K型转向架
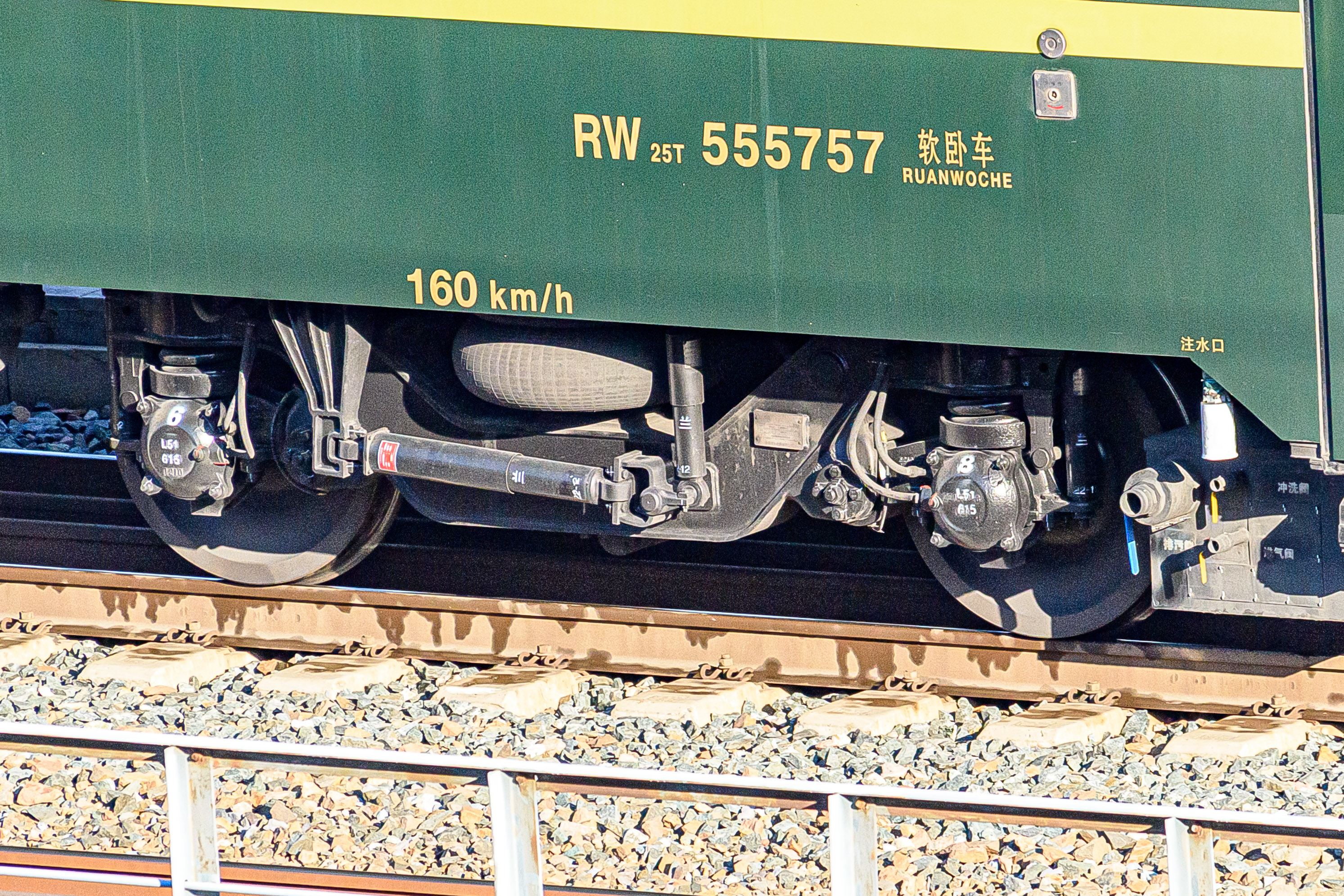
国产化25T所用的PW-220K型转向架

#### BSP版与国产版区别

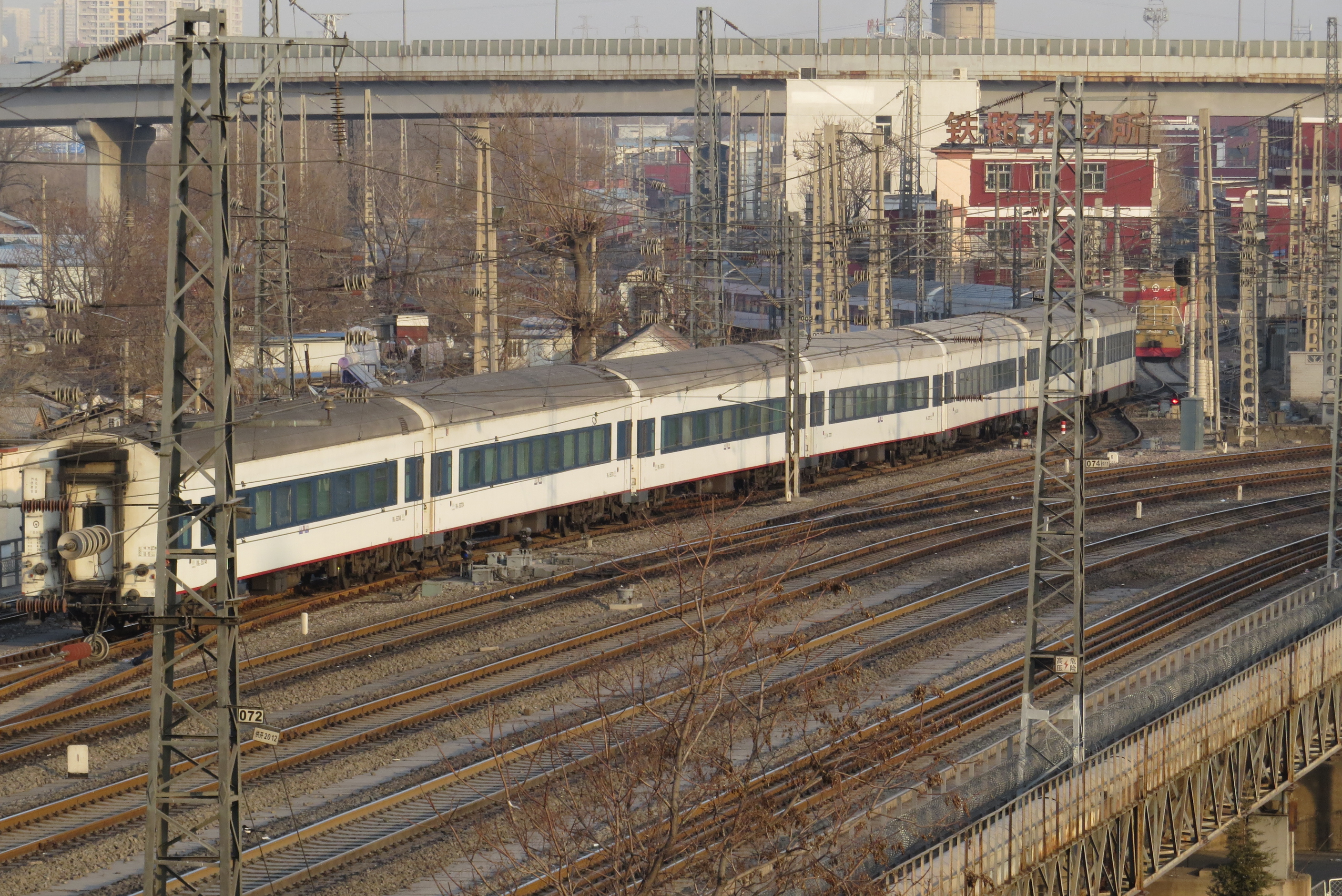
BSP版25T与国产25T混编回送至北京站，可见两者在车窗、空调机上的区别

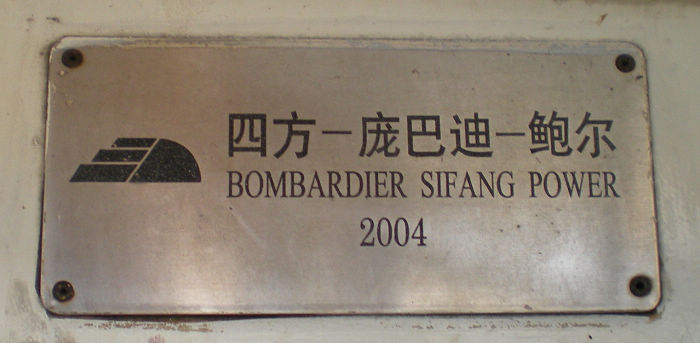
BSP的厂牌（铭牌）

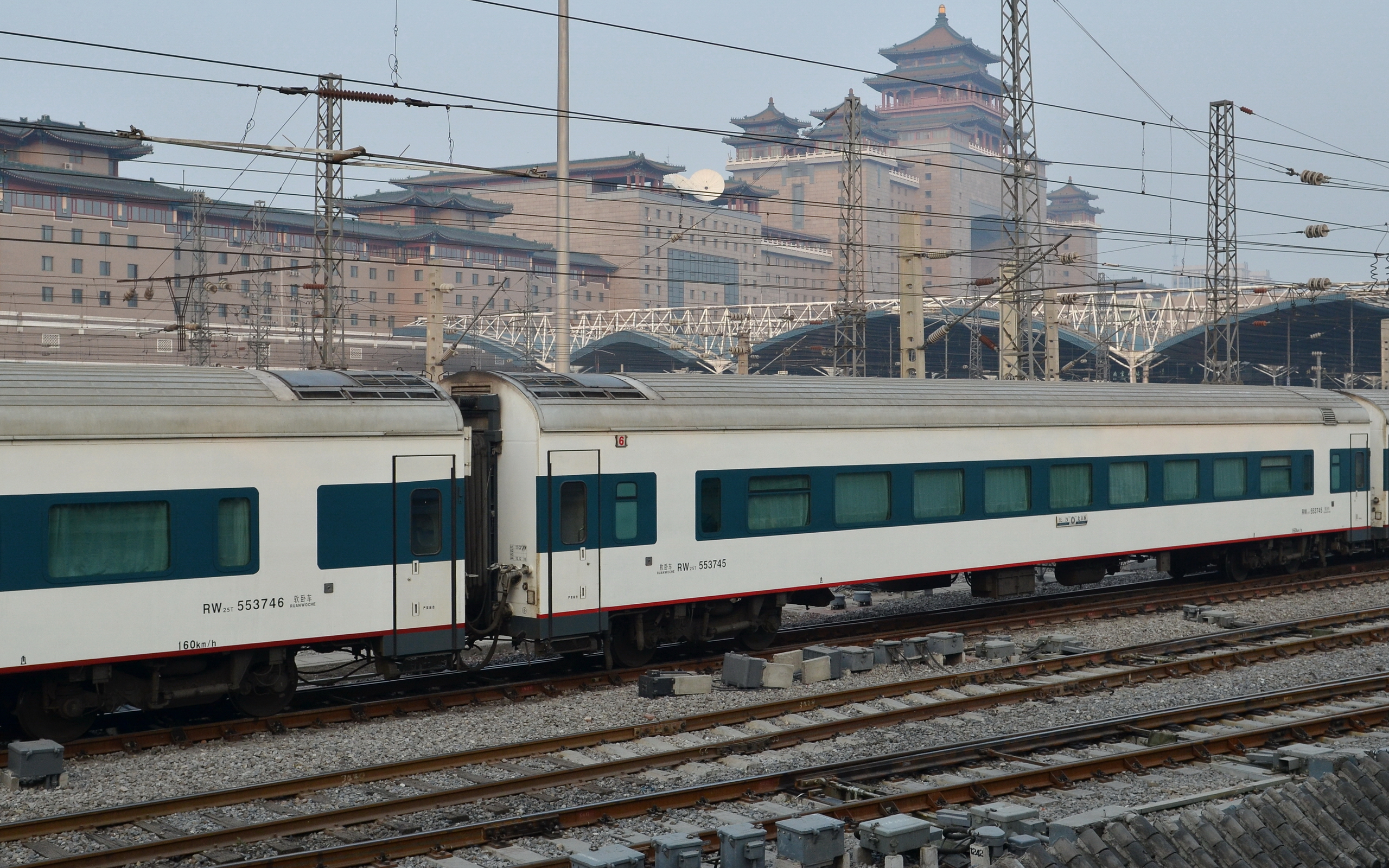
原厂RW25T，车门由折页门改为密闭式塞拉门

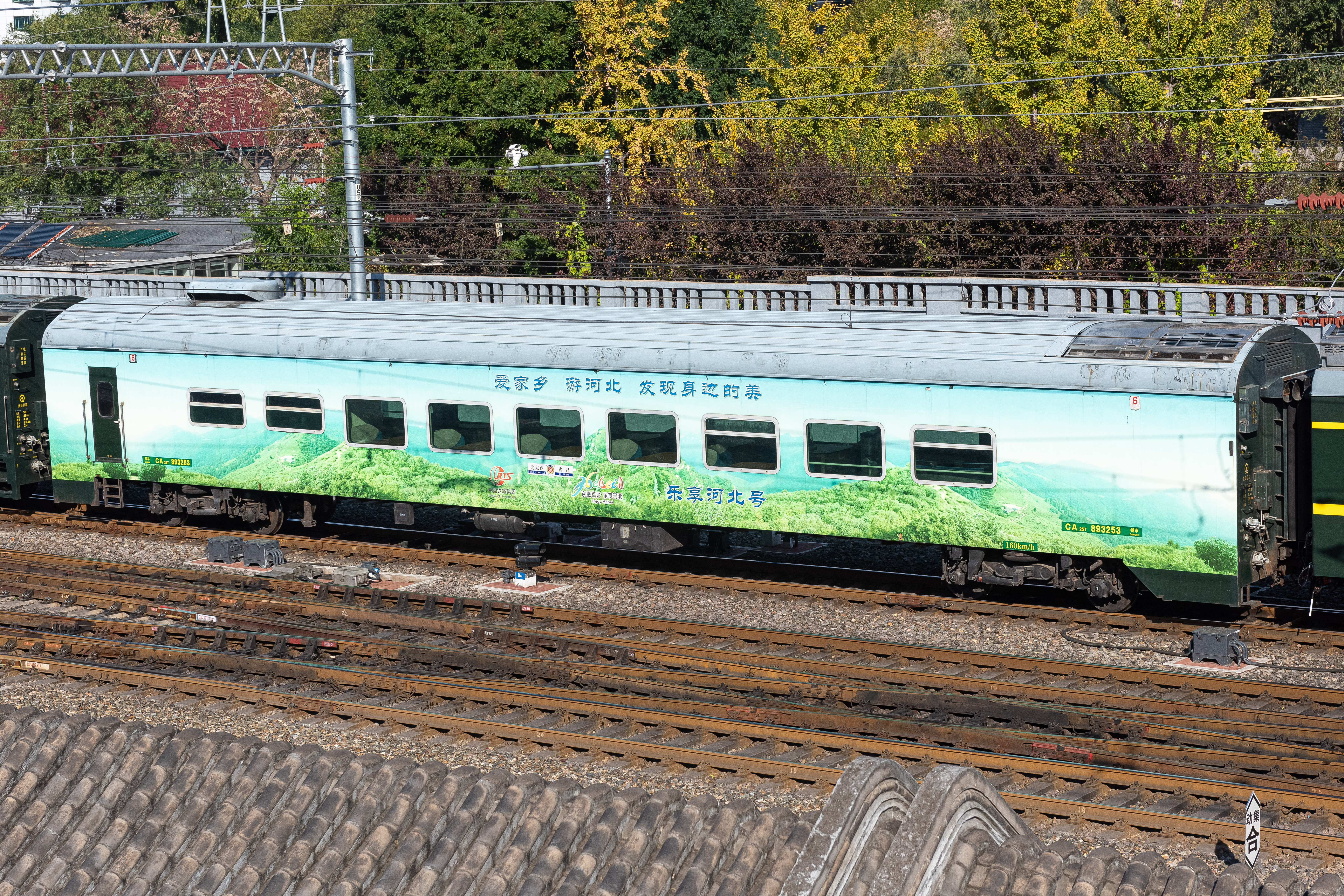
BSP制CA25T餐车，现多用于旅游列车及个别临客

- 铭牌和标示：厂修记录中标厂名的为国产，标“BSP”的为原装；上下车踏级处的厂牌（原厂车会标示“四方-庞巴迪-鲍尔”）；车底梁上的“Bombardier”标志（原厂车）
- 车顶：国产车空调机外露，车顶平滑无棱。而原厂车空调包覆在整流罩中，不外露，车顶有加强筋。
- 车窗：国产车车窗形状和其他25型系列客车类似，较方正。而原厂车车窗较宽扁。南车四方制车窗有银色框架之外其余与国产车相同，部分普通25T车体刷绿后窗框也刷成银色。
- 车厢门和风挡：国产车全部使用电气塞拉门和折棚风挡。原厂车大多数使用手动门和橡胶风挡，少部分改使用塞拉门和折棚风挡。
- 車內燈光：国产车的燈光是白色熒光燈，而BSP原廠車及南车四方製列车的燈光偏黃、色調較暖。

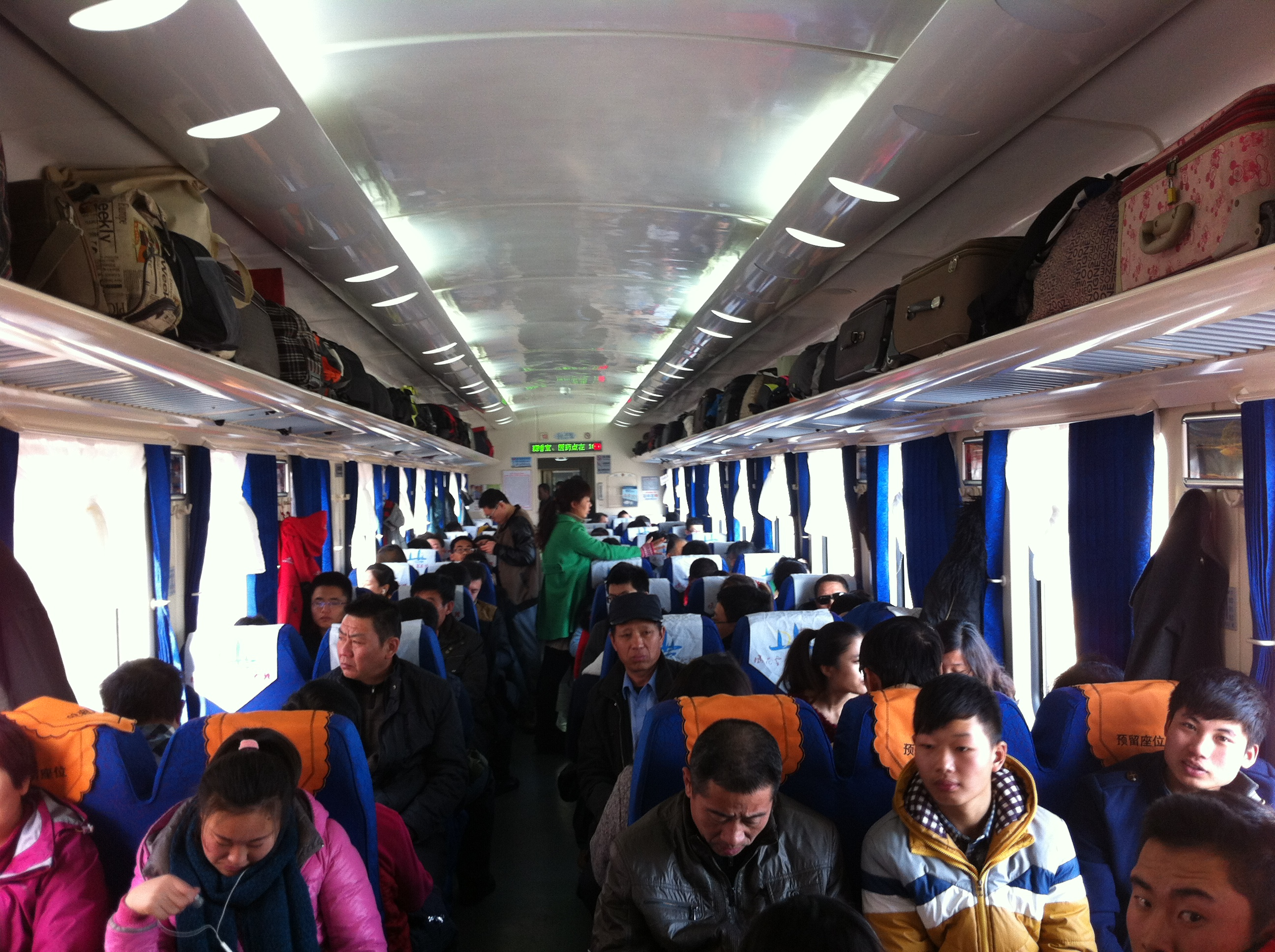
国产化普通型25T硬座车内部
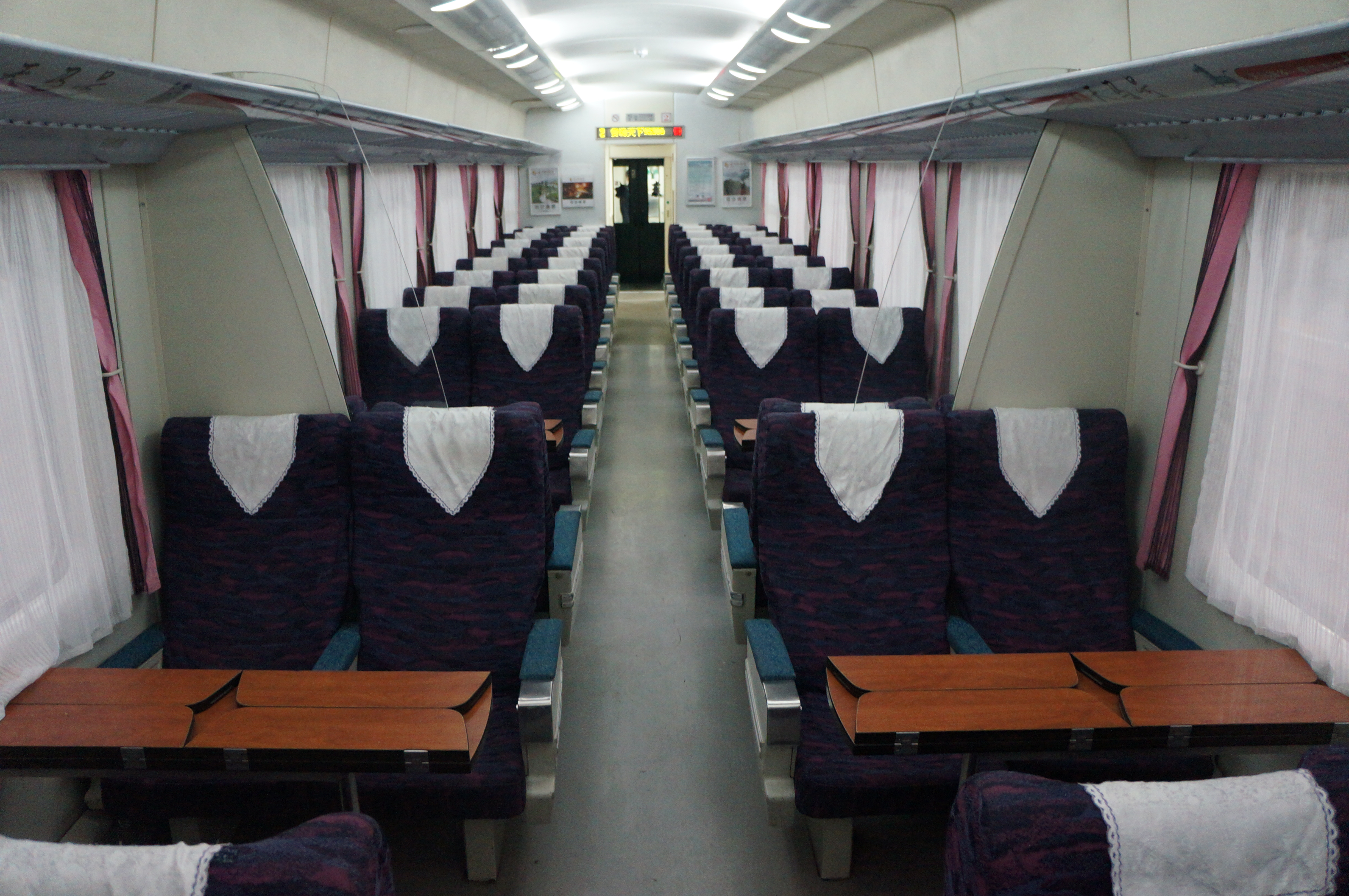
国产化普通型25T软座车内部
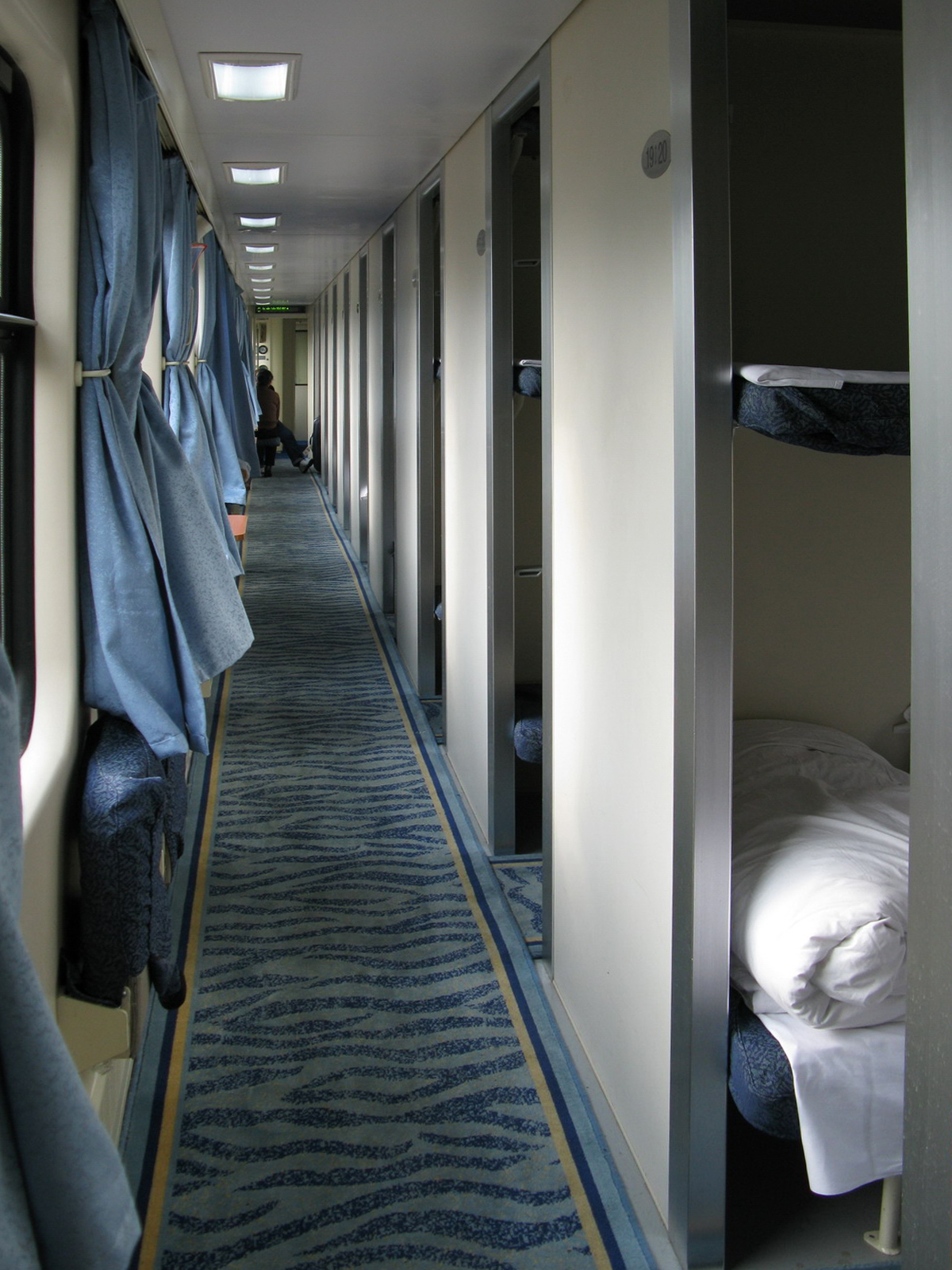
國產化普通型25T型硬臥车內部，可见下铺通往中铺的踏板
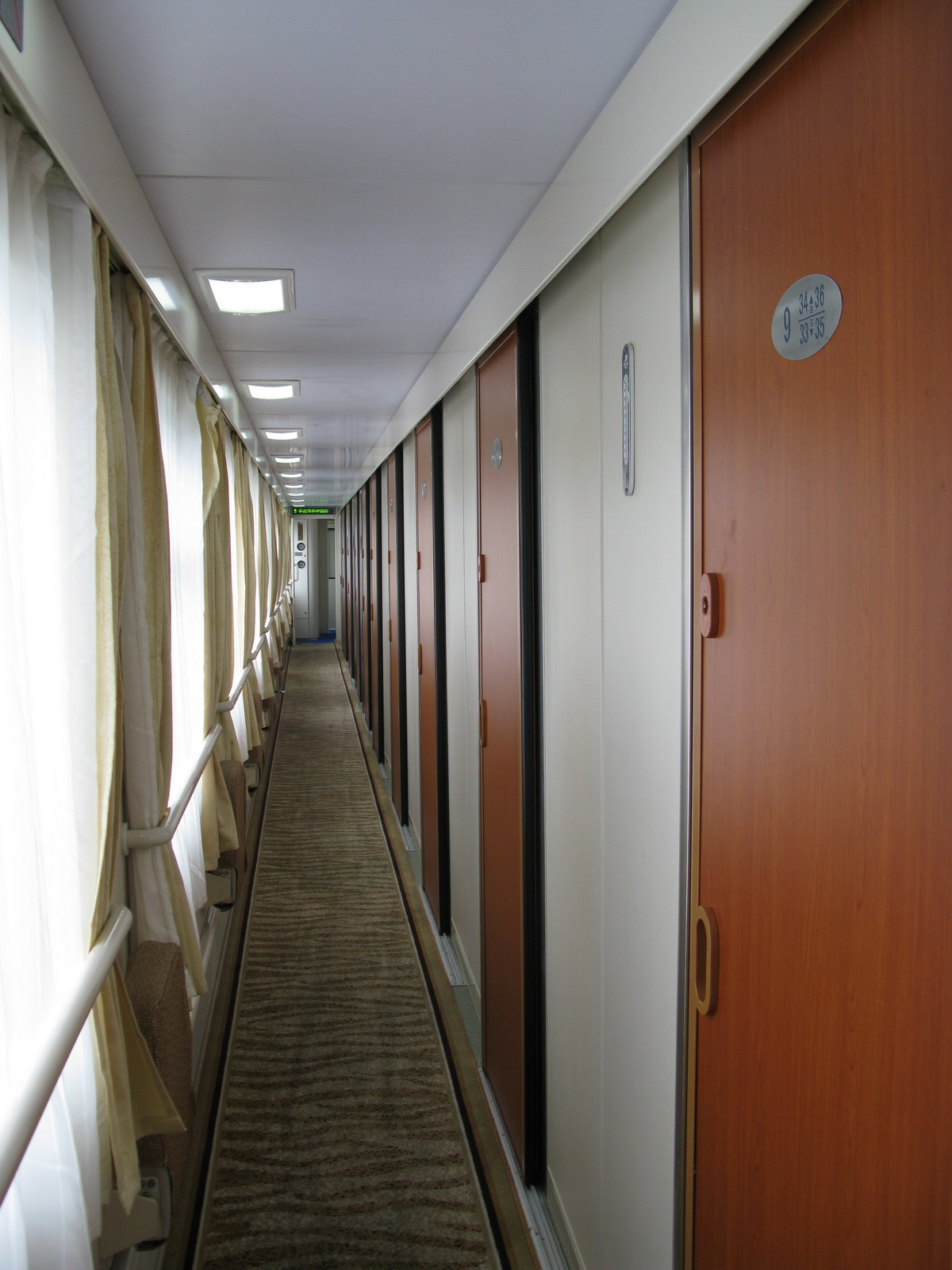
國產化普通型25T型软臥车內部
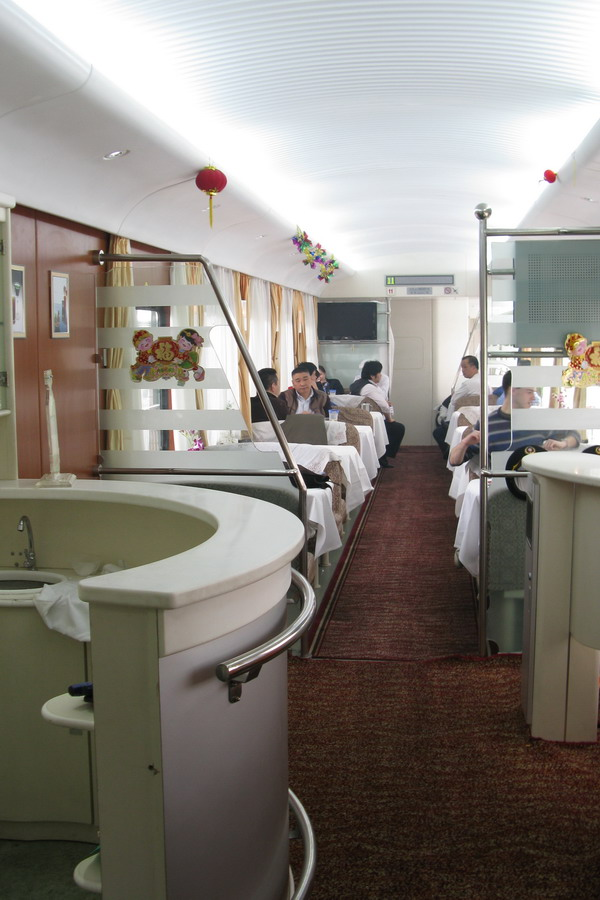
國產化普通型25T型餐车內部
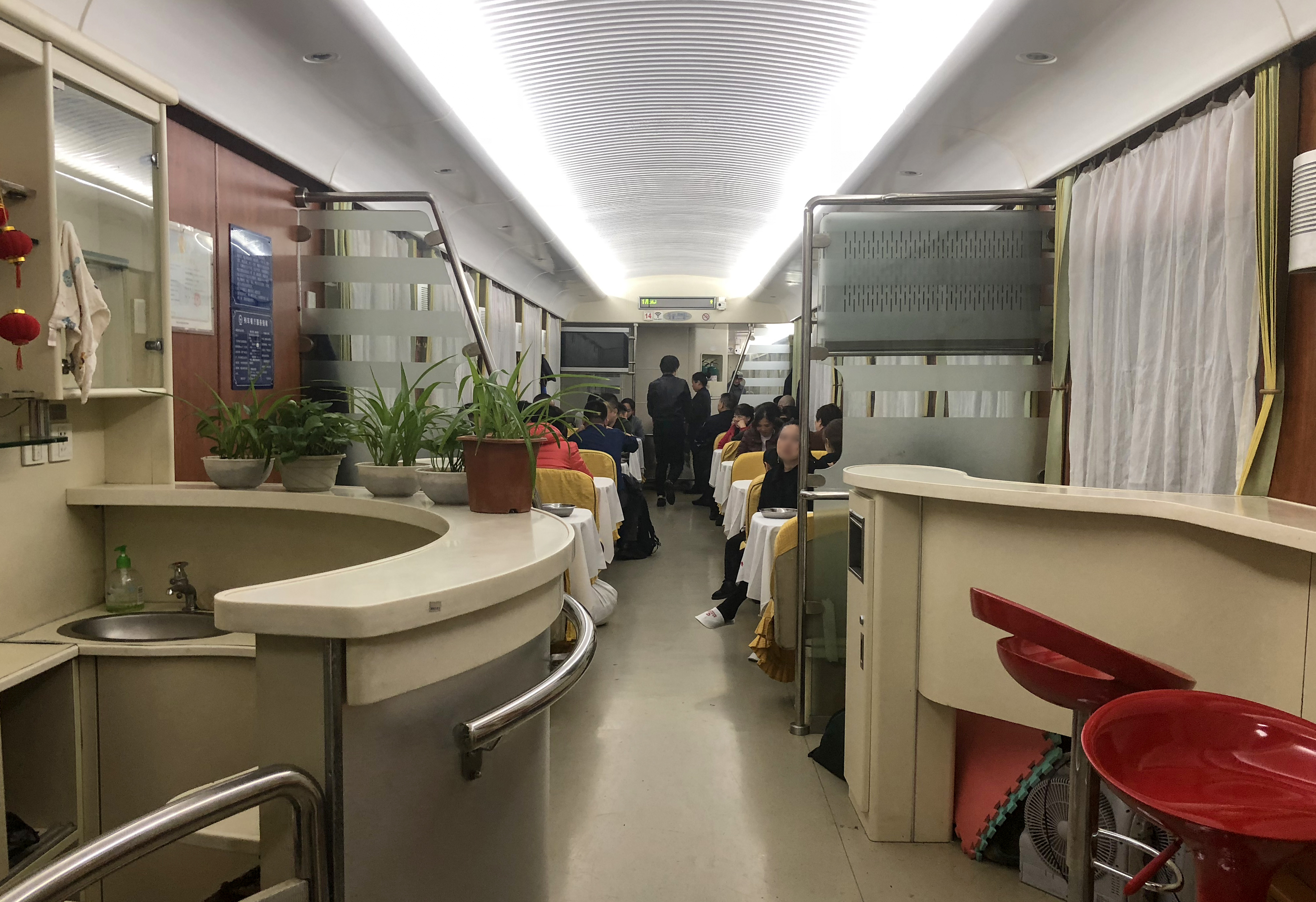
国产化普通型25T型餐车内部
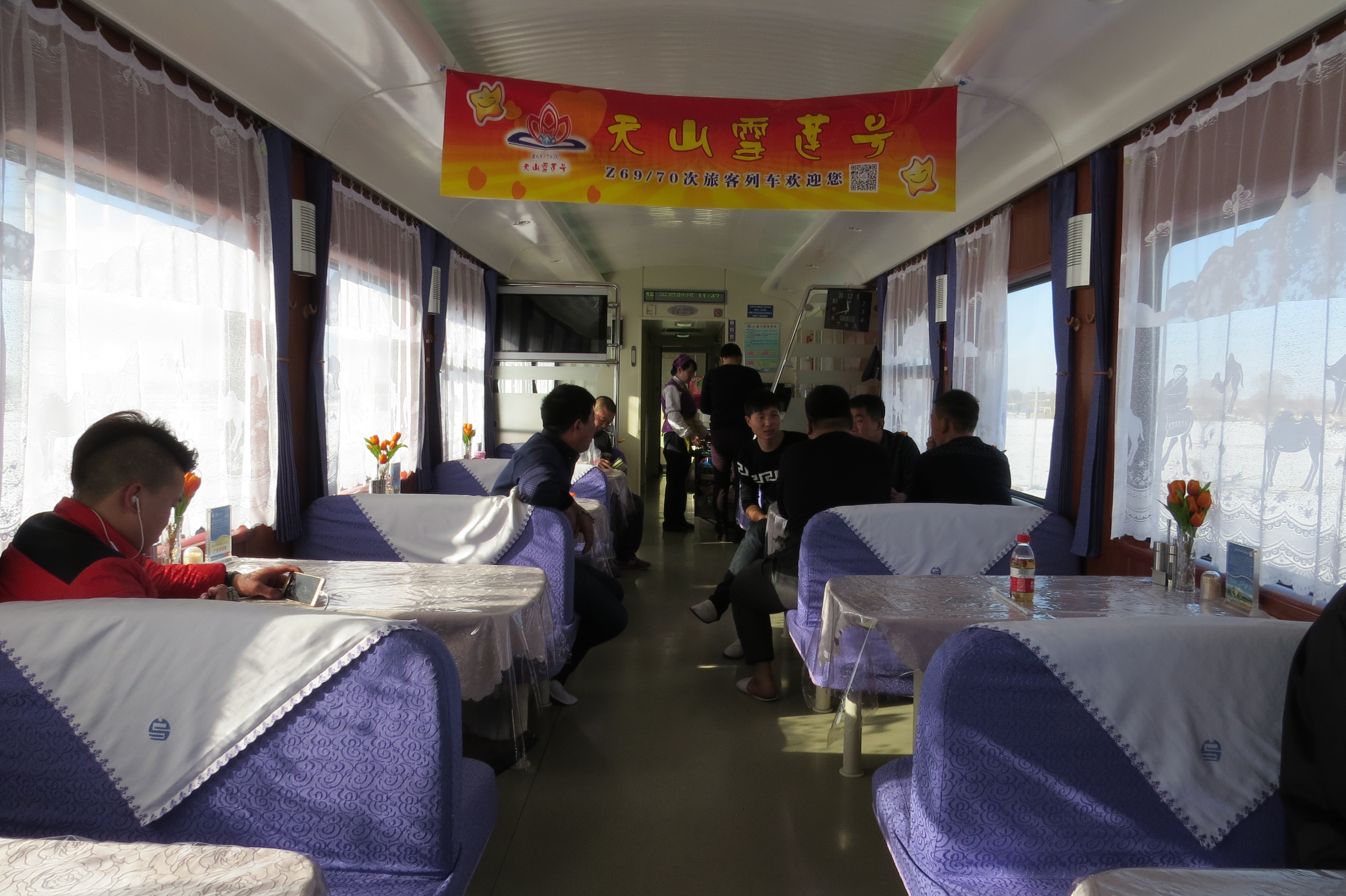
国产化普通型25T型餐车内部

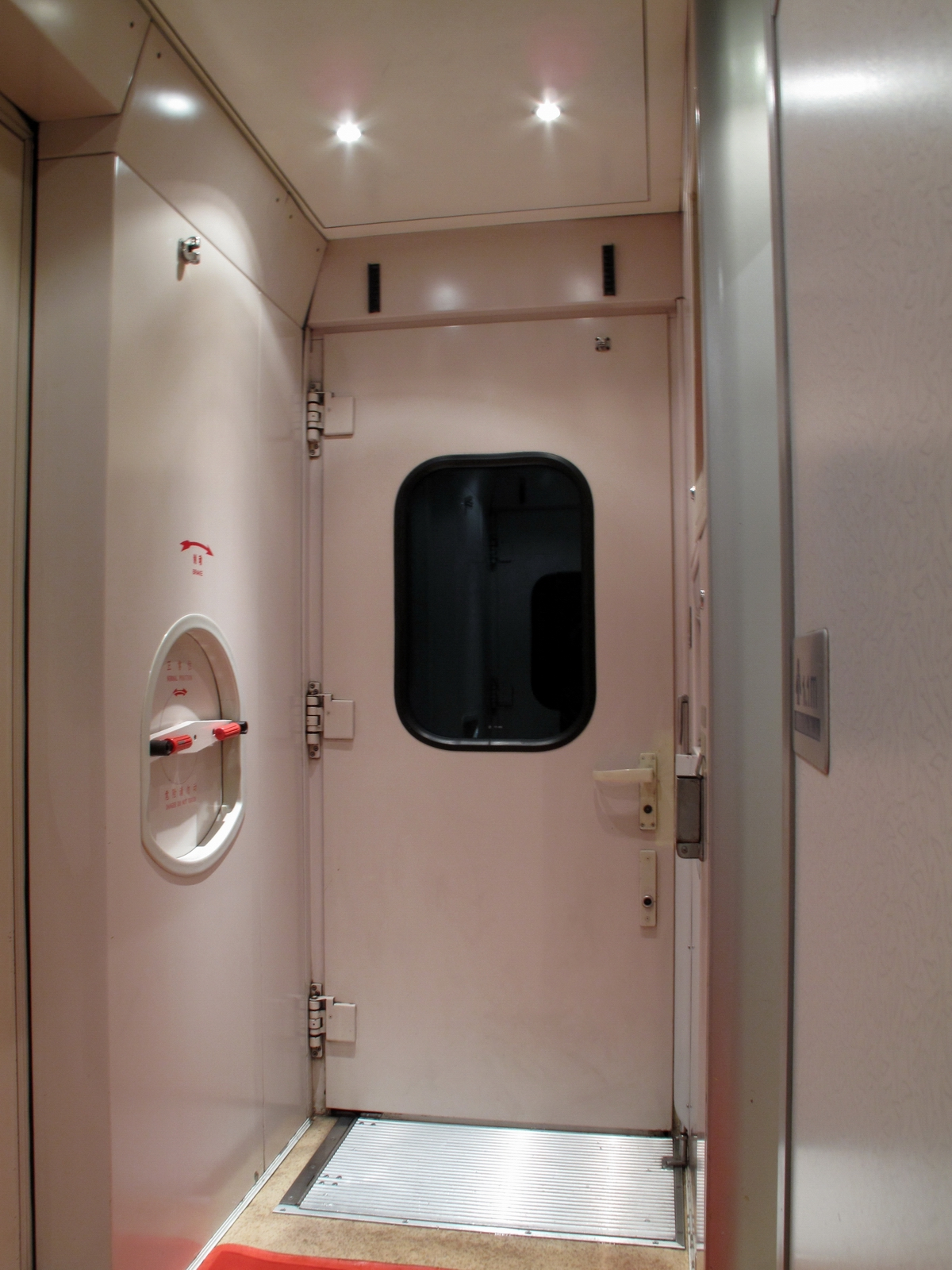
BSP制普通型25T型大多使用手动车门
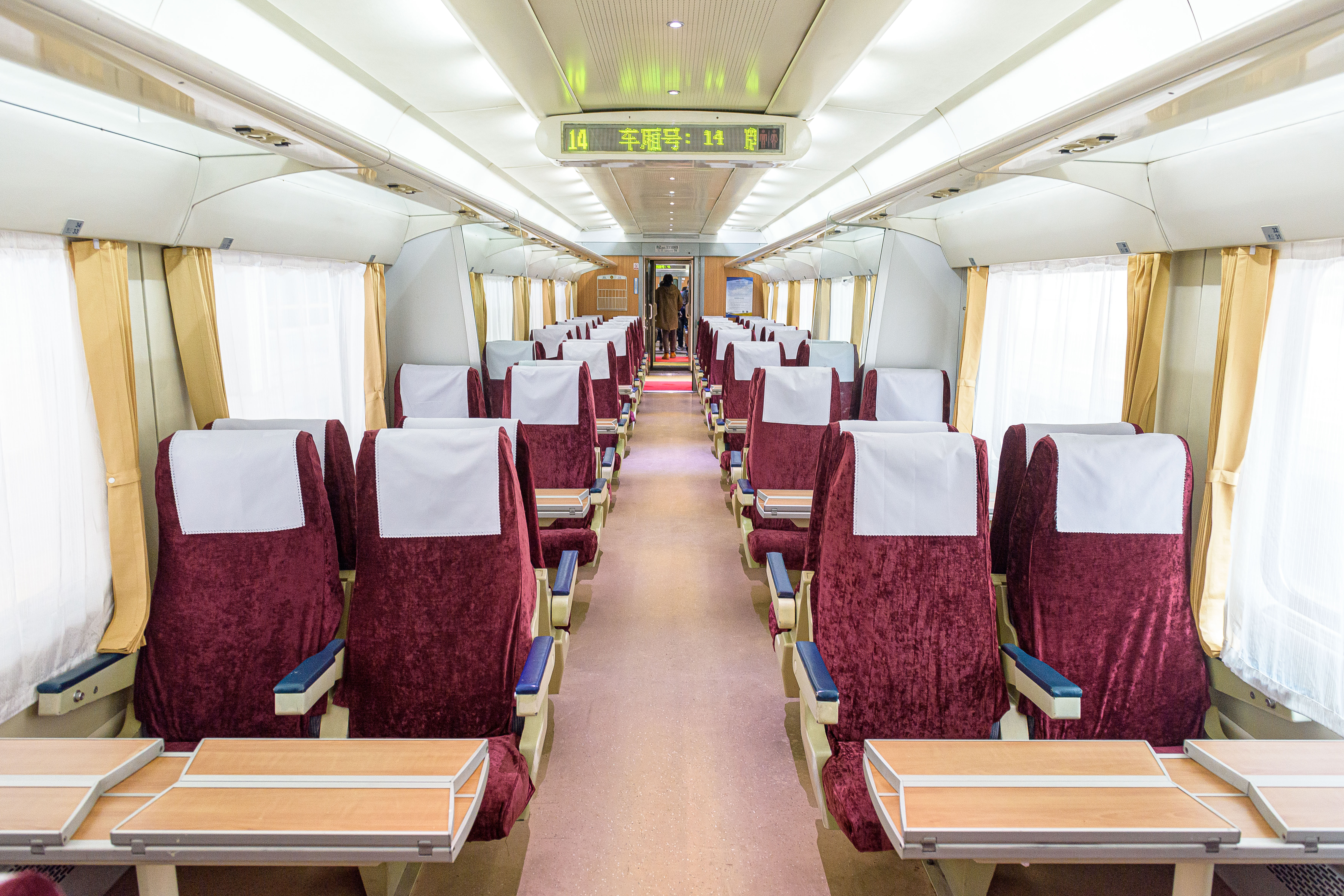
BSP制普通型25T型软座车内部
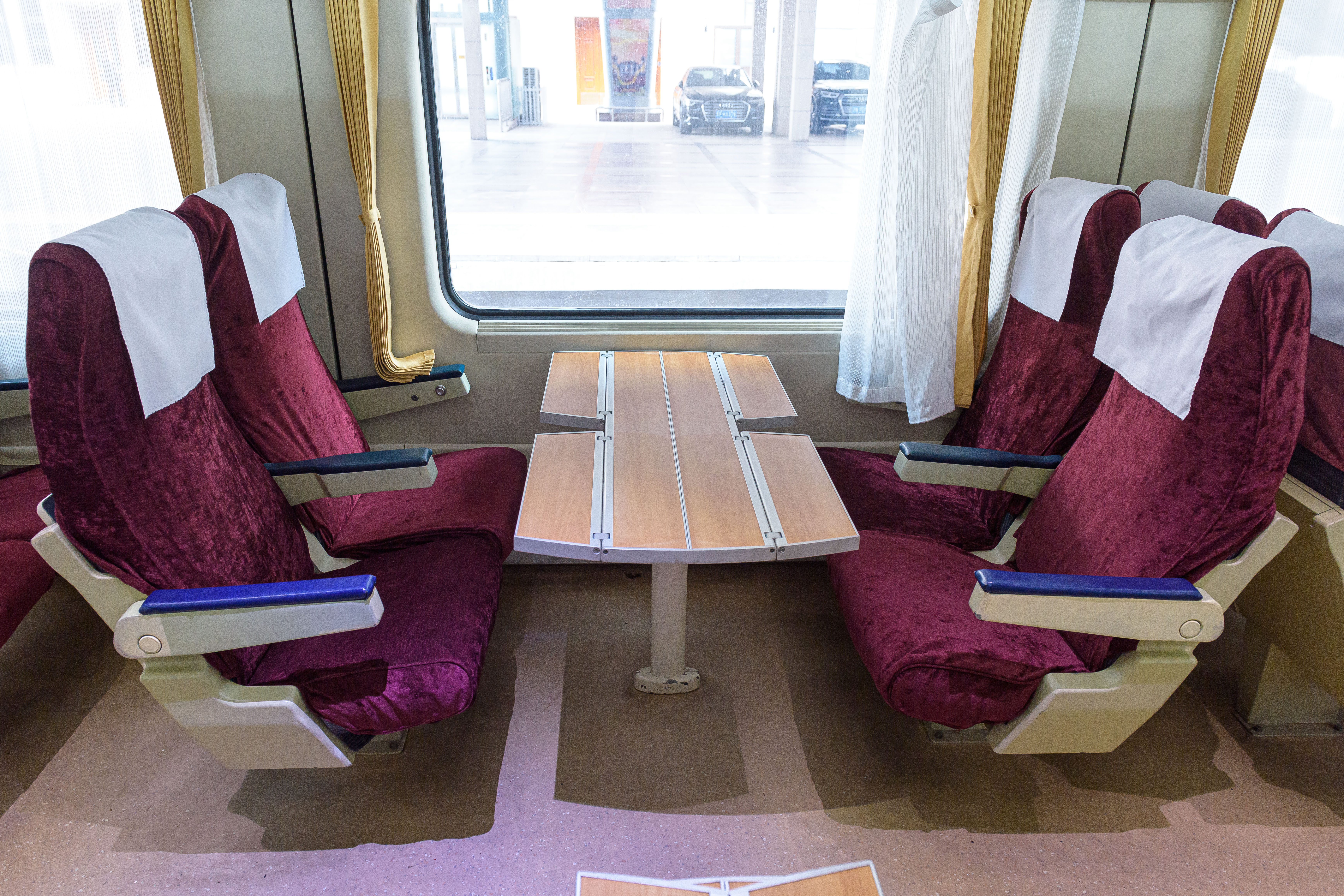
BSP制普通型25T型软座车中部有8组面对面座位
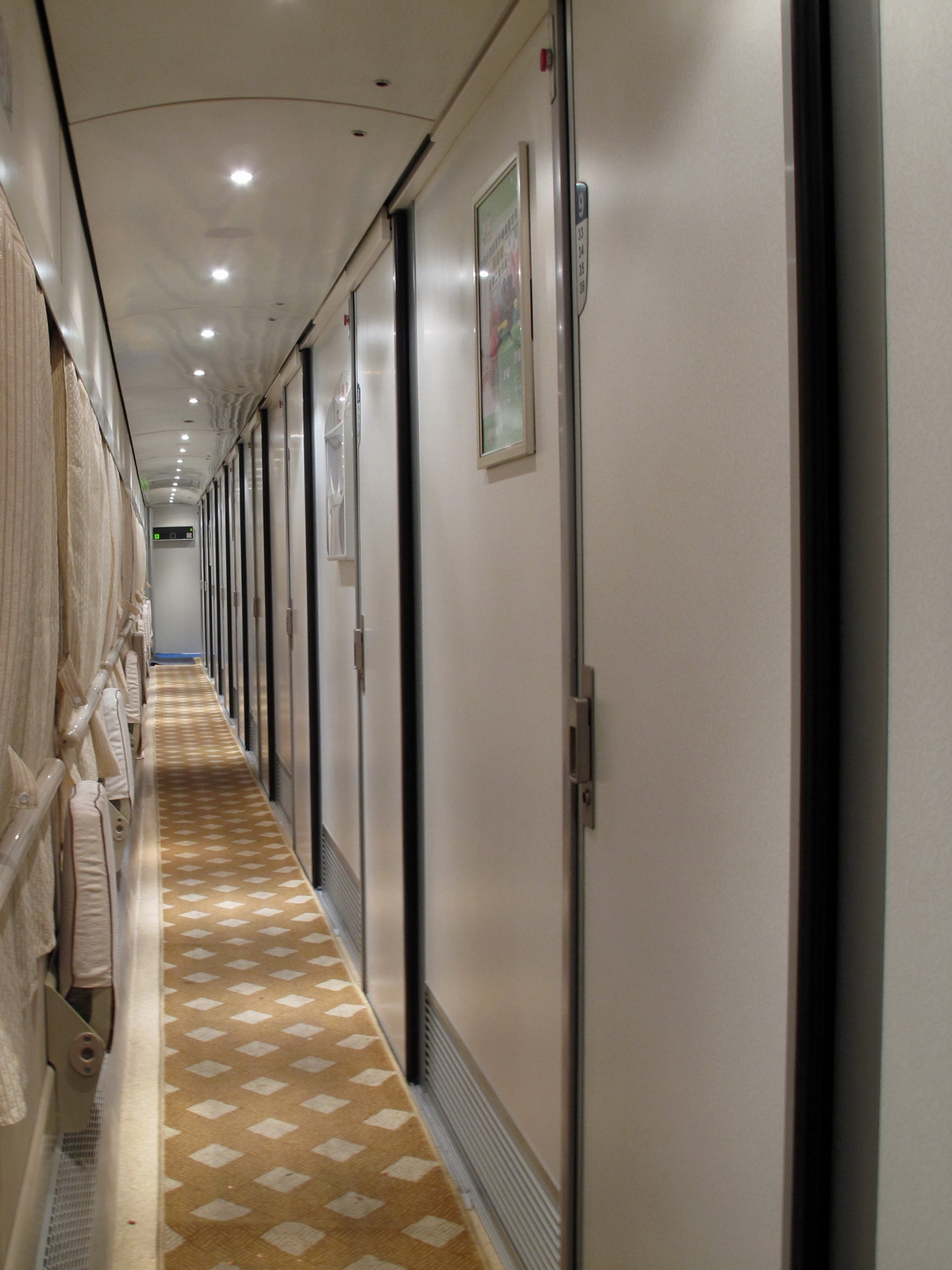
BSP制普通型25T型软卧车內部
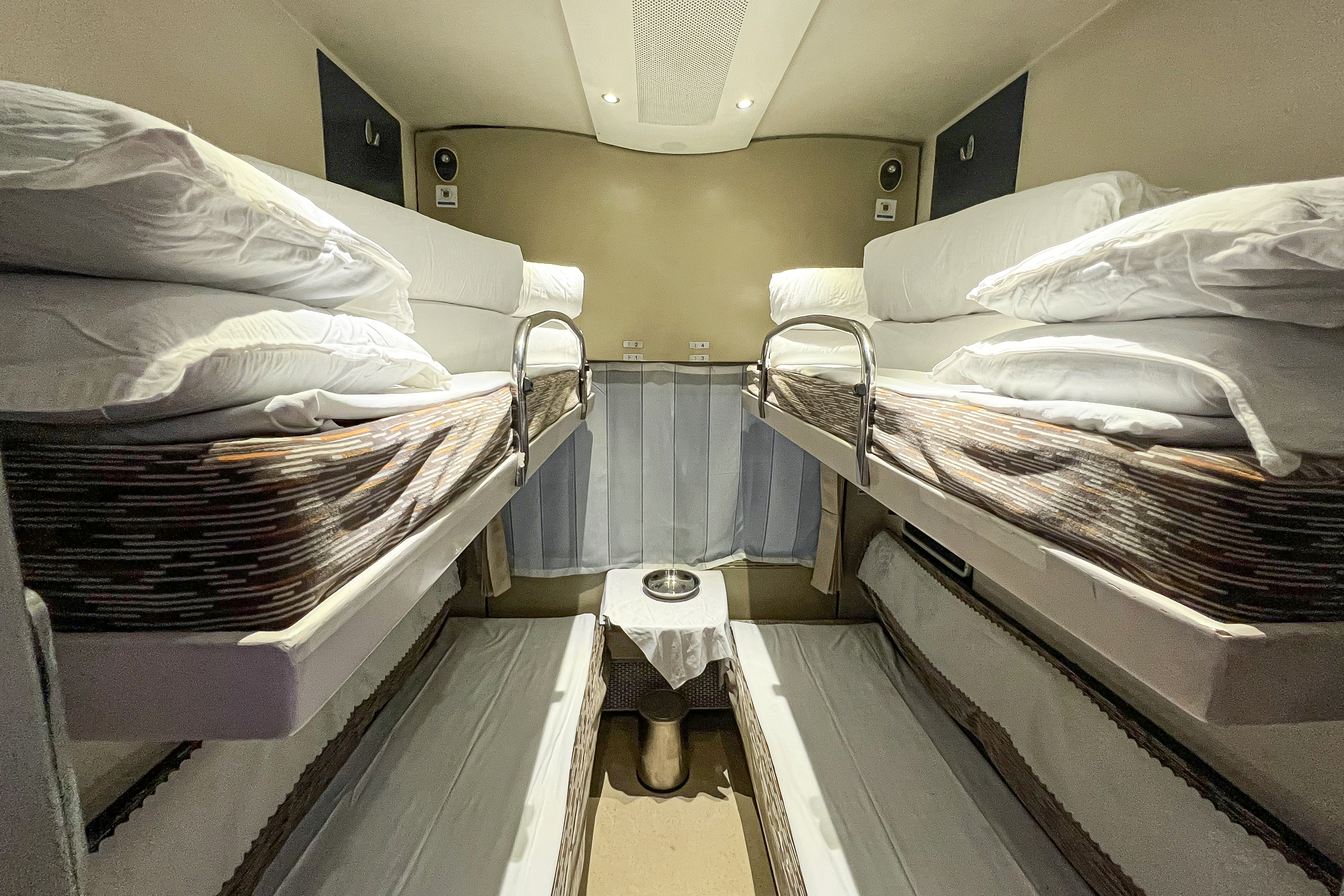
BSP制普通型25T型软卧车包厢内部
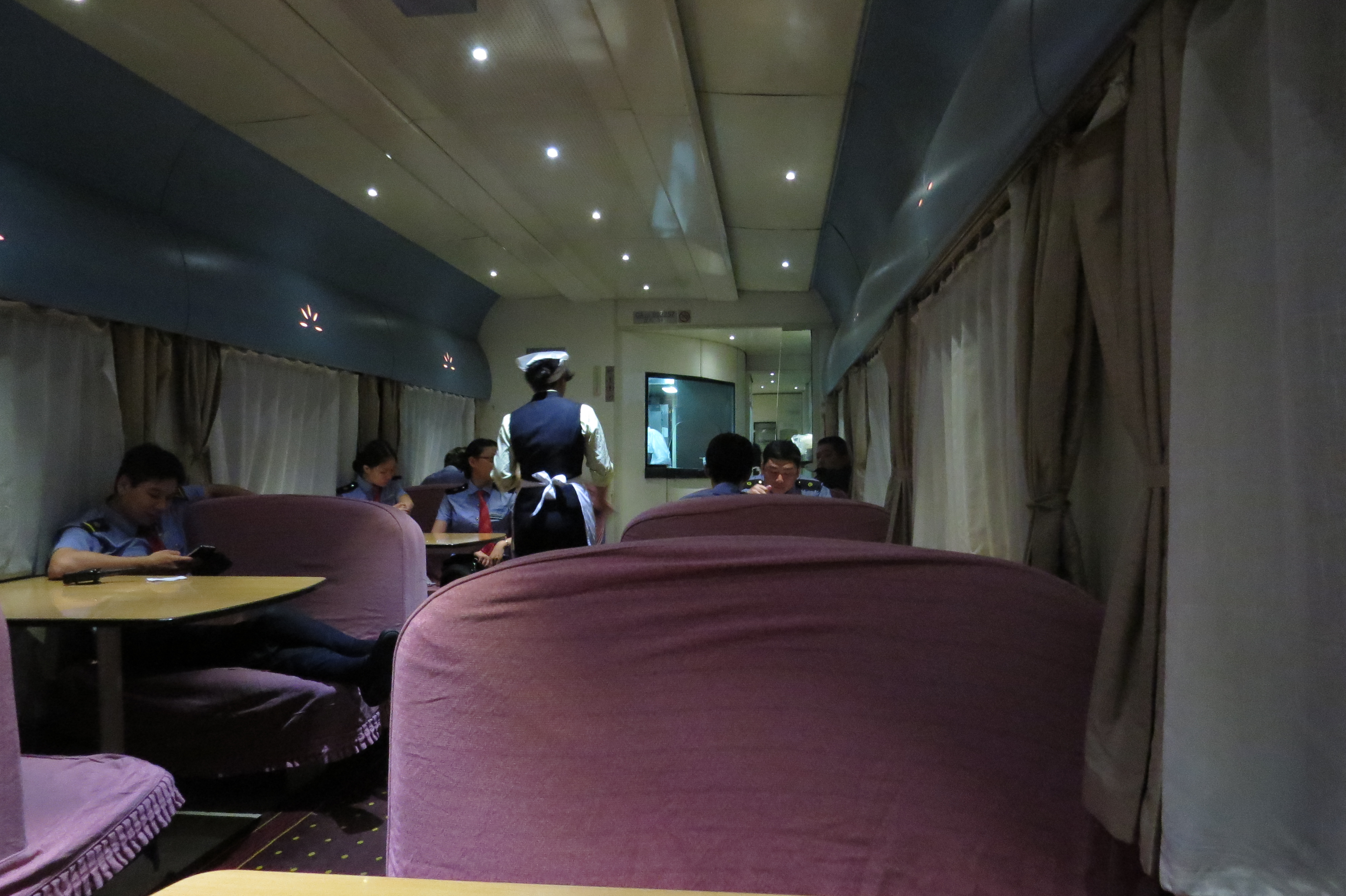
BSP制普通型25T型餐车内部

#### 运用历史
- 2002年年底：第一批量产的BSP原厂车配属上海铁路局，运行于梅隴至杭州之间。
- 2003年6月：上海铁路局南京车辆段（上局浦段）开始配属原厂25T软座车，行走沪宁城际。北京铁路局也开始配属原厂25T软座车，行走北京-秦皇岛。
- 2003年10月：铁道部在国庆前（9月29日）开始开行多趟夕发朝至的京沪临时旅客列车，全部采用当时最高档的原厂25T软卧车[14] 10月15日，其中一对临客L1/2次改为固定列车车次T135/136次[15][16]。
- 2004年4月18日：中国铁路实施第五次大面积提速，开行多趟使用原厂版和国产版25T型客车的直达特快列车。
- 2014年12月10日：中国铁路调整运行图，使用25T型车底且按最高速度160km/h排点的特快列车升级为直达特快列车。

#### 近年采购
| 招標                                             | 總數          | 硬座車 （YZ）                            | 硬臥車 （YW）                                        | 軟臥車 （RW） | 19T高包 （RW19T） | 餐車 （CA） | 國際聯運            | 備註                |
| ------------------------------------------------ | ------------- | ---------------------------------------- | ---------------------------------------------------- | ------------- | ----------------- | ----------- | ------------------- | ------------------- |
| 2007年第二次 （2007年5月31日）                   | 125輛         | 20輛                                     | 66輛                                                 | 23輛          | 8輛               | 8輛         |                     | 浦鎮廠82輛          |
| 2008年第二次 （2008年2月25日）                   | 35輛          | 9輛                                      | 16輛                                                 | 3輛           |                   | 3輛         | 硬臥：2輛 軟臥：2輛 |                     |
| 2012年第二次 （2012年5月8日）                    | 150輛 （7組） | 共34輛 首尾：10輛 無障礙：10輛 一般:14輛 | 共87輛 首尾：10輛 無障礙：10輛 播音：10輛 一般：57輛 | 19輛          |                   | 10輛        |                     | 7組150輛 （1標3批） |
| 2012年第二次 （2012年5月8日） （備檢600V）       | 67輛          | 8輛                                      | 一般：27輛 無障礙：18輛                              | 14輛          |                   |             |                     | [ 註 2 ]            |
| 2012年第二次 （2012年5月8日） （備檢380V15X鉤）  | 11輛          |                                          |                                                      | 9輛           |                   | 2輛         |                     |                     |
| 2012年第二次 （2012年5月8日） （備檢380V密接鉤） | 12輛          |                                          | 一般：4輛 無障礙：2輛                                | 6輛           |                   |             |                     |                     |

其他採購：

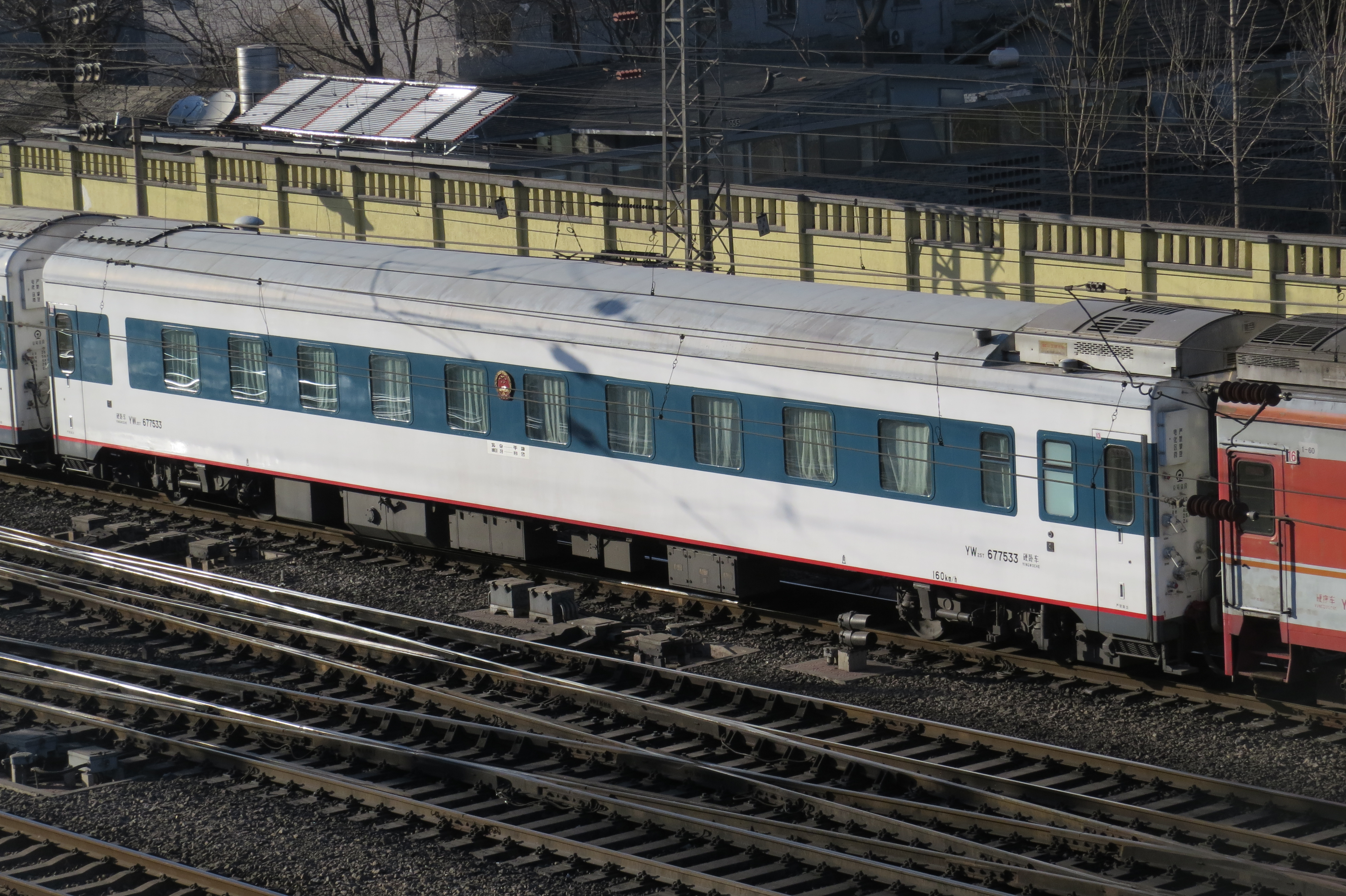
K27/28次列车附挂的国际联运版25T型客车，车底装有独立发电机，车厢连接处与普通25T也存在差异

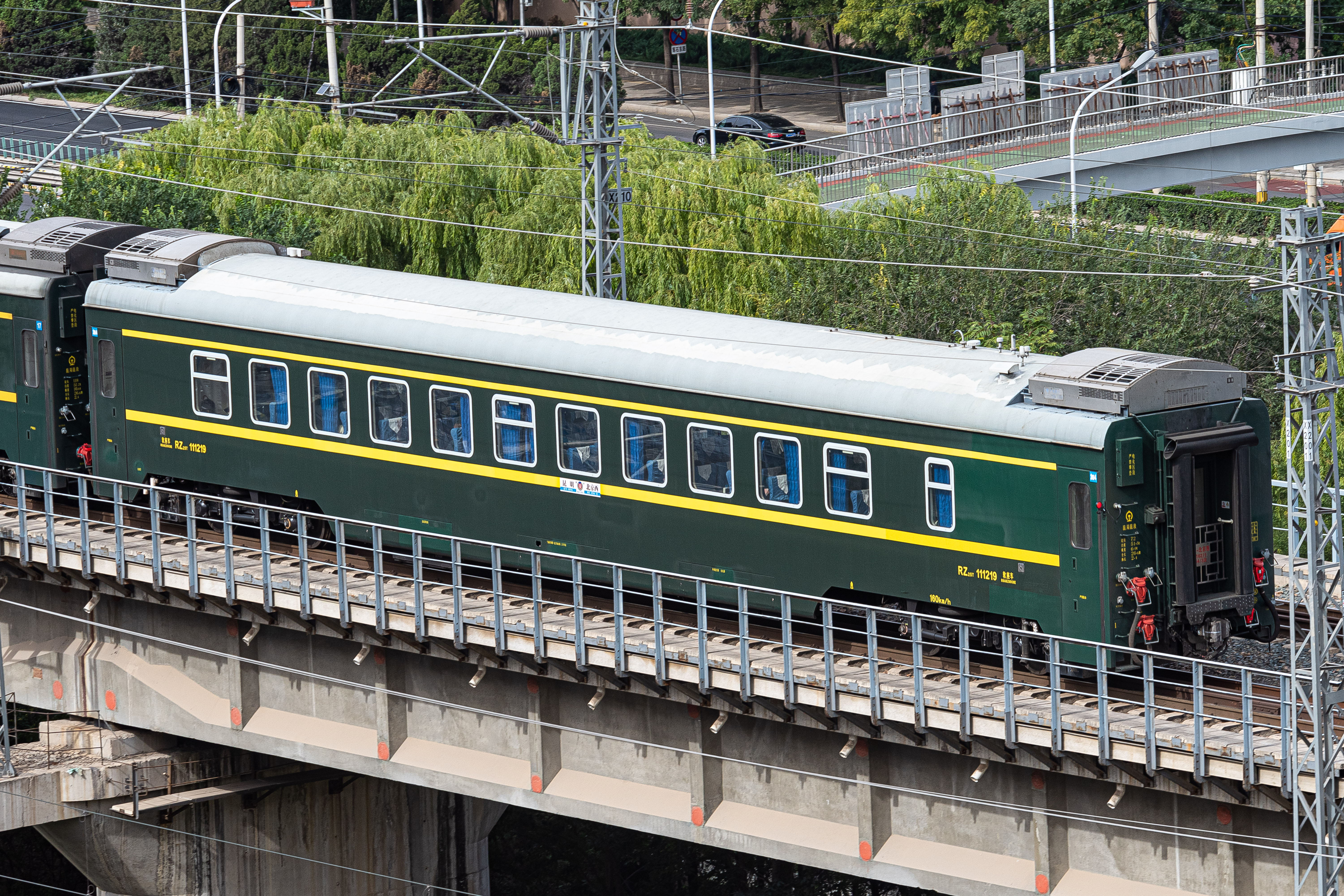
昆明局Z161/162次列车附挂的国产化25T型软座车，座椅等多处细节不同于广九直通车版RZ25T

- 2005年：中铁铁龙购置59辆25T，租予沈阳铁路局。[20]
- 2006年10月4日“2006年铁道部铁路客车第一次招标”采购82辆25T型客车[21]。
- 2007年1月：长春轨道客车制造82辆25T供春运使用。[22]
- 2007年4月6日：44辆唐山轨道客车造25T出厂（2006年11月订购）。[23]
- 2008年1月，25T列車正式用於京九、滬九直通車（北京西-九龍（紅磡）/上海-九龍（紅磡）（仍然在廣州東站脱离/加挂內地段車卡）
- 2008年9月12日，由中国铁路担当的K27/28次列车的国际联运车厢由德国制造的18型客车更换为自发电25T型客车。
- 2009年2月20日：第四列健康快车（衍生自国产25T型客车）在南车四方编组出厂。
- 2012年6月13日：广深铁路股份有限公司向南车四方购买50辆25T型软座客车，并将于2012年12月在广九直通车投入服务。此50辆客车已于2012年9月14日出厂，並於2012年12月21日投入使用，取代原有的4列25Z型客車。[24][11]
- 2013年8月2日：铁总招标226辆25T型客车，将运用于成局、昆局、宁局、呼局和广铁。[25]
- 2014年4月公告採購2785輛客車，其中包含25T型客車1357輛[26]。
- 2015-2016年：再次有新25T型客車配属到上海、哈爾濱（三棵树）等车辆段。

### 青藏高原型

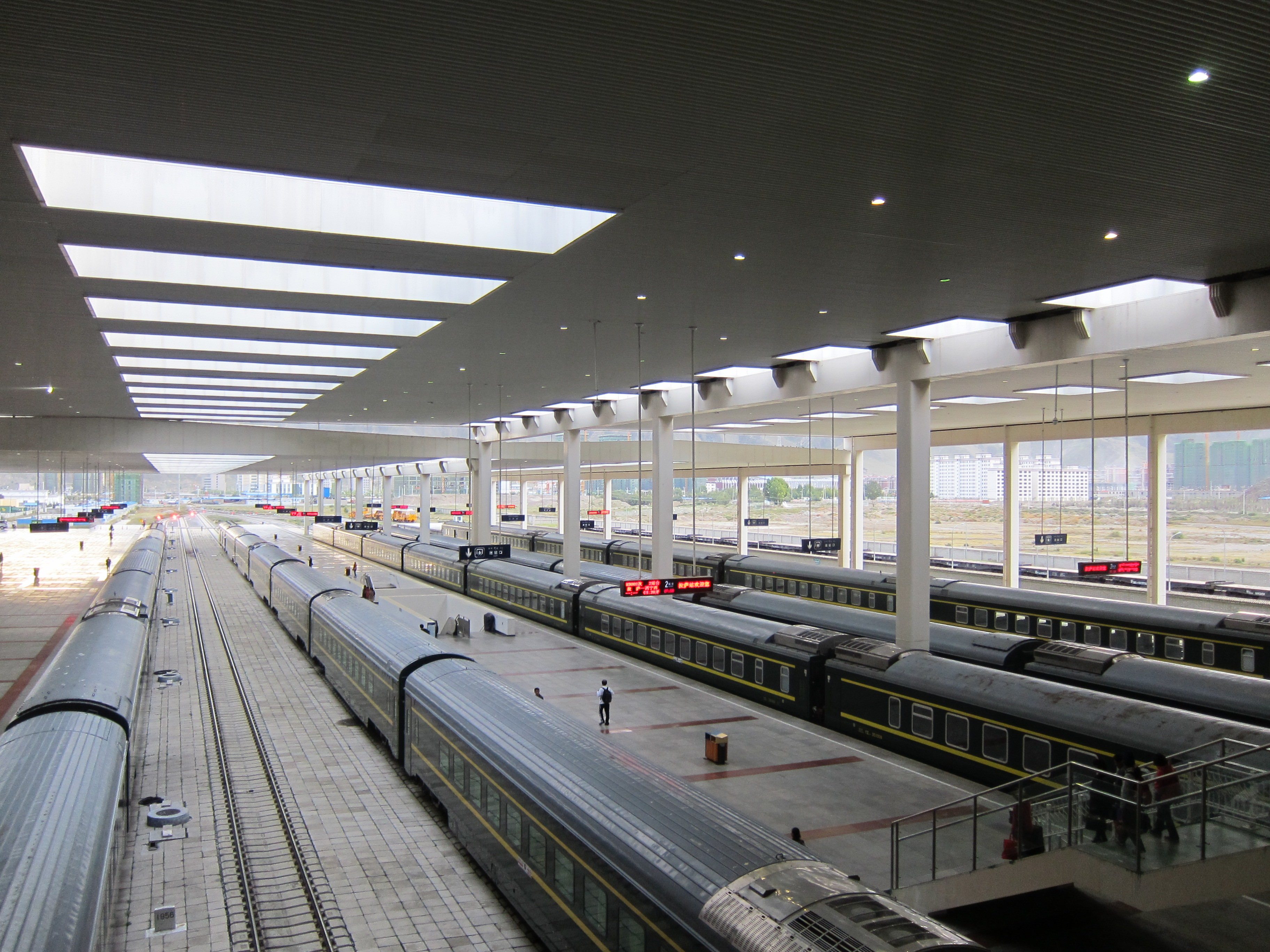
停靠在拉萨站的25T型青藏客车，左侧2组车顶有棱线的列车为BSP生产、右侧列车则为四方生产

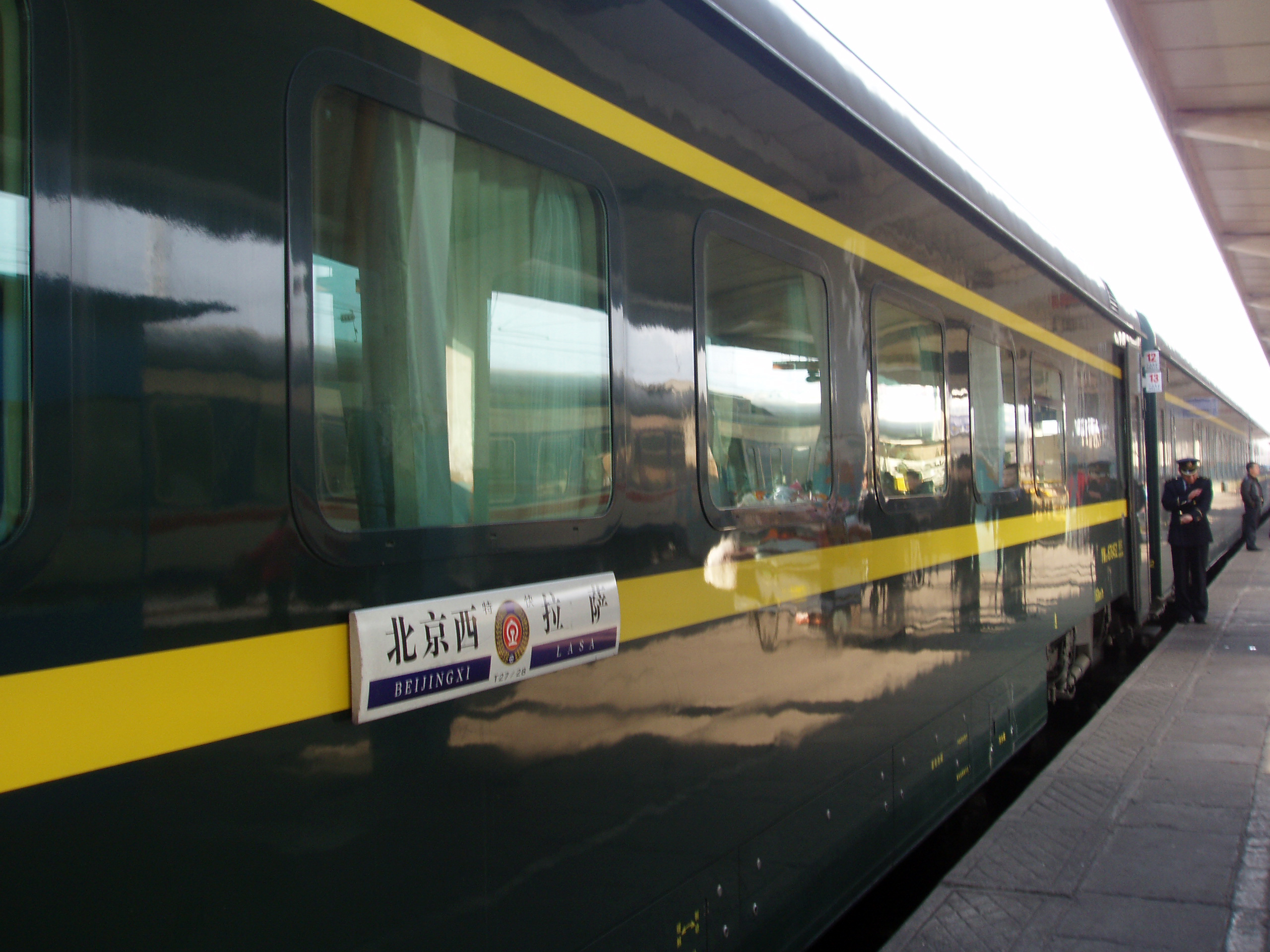
BSP生产的25T型青藏客车

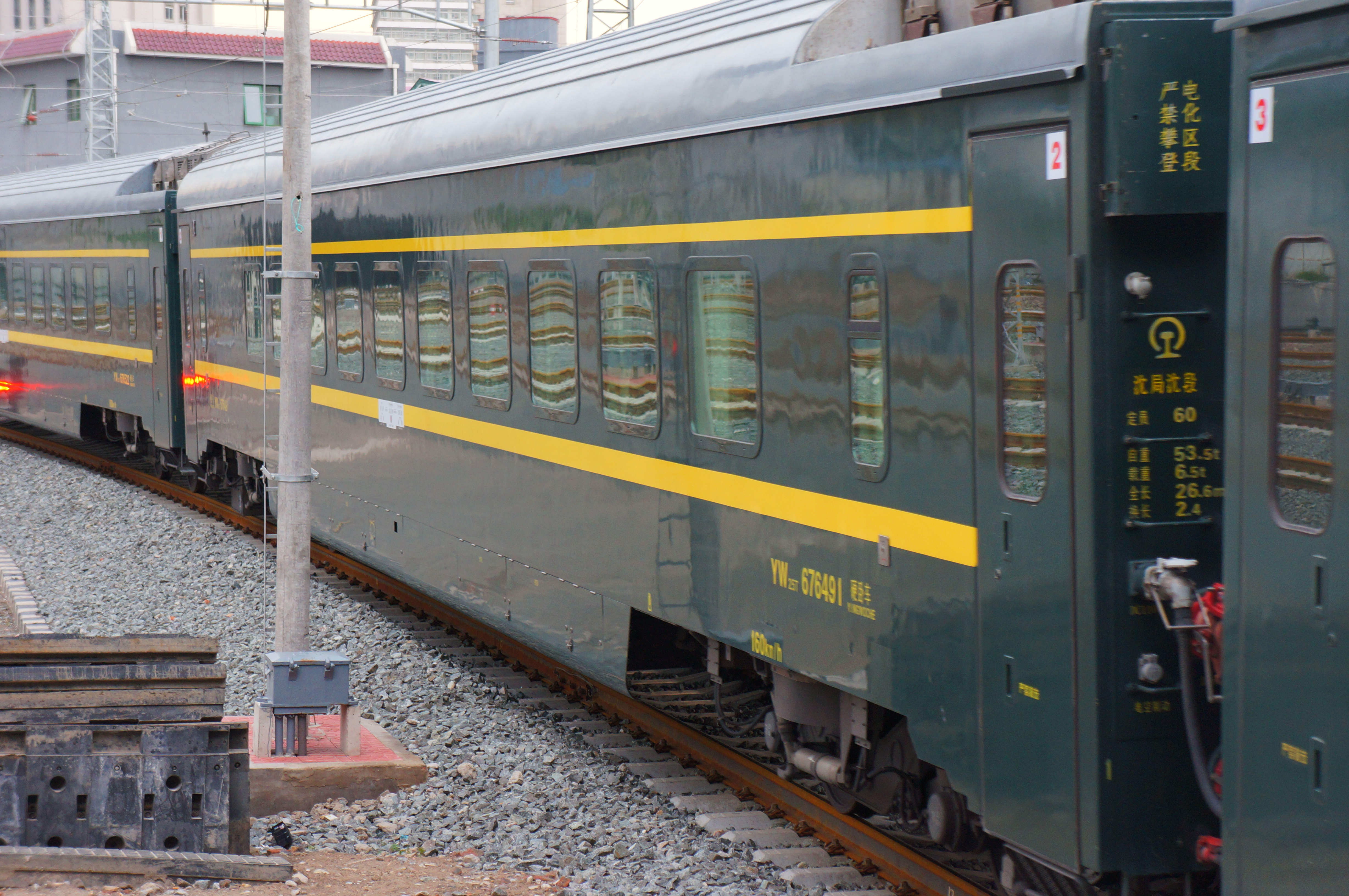
配属沈局沈段的25T型青藏硬卧车

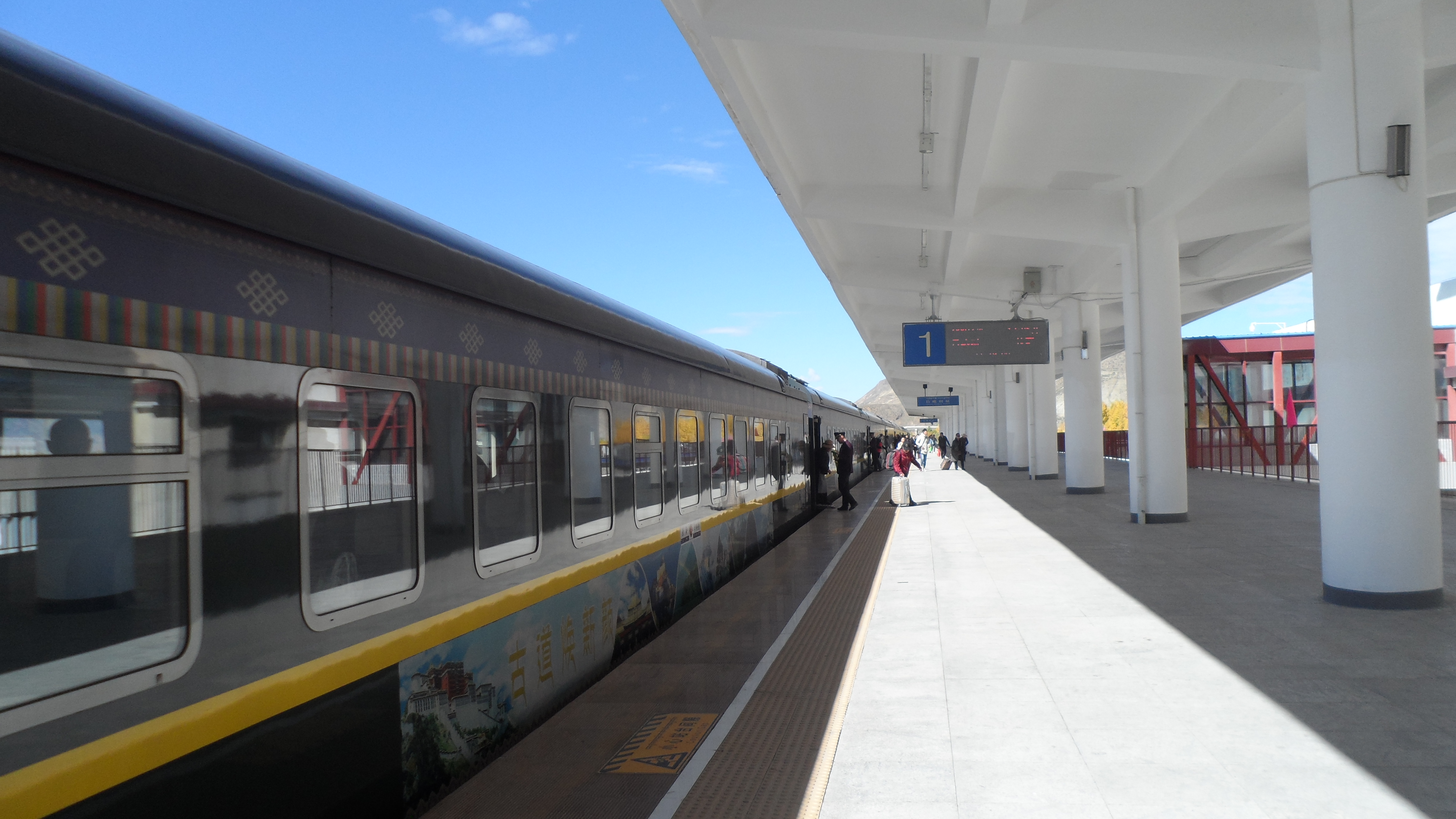
国产青藏25T型客车于日喀则站

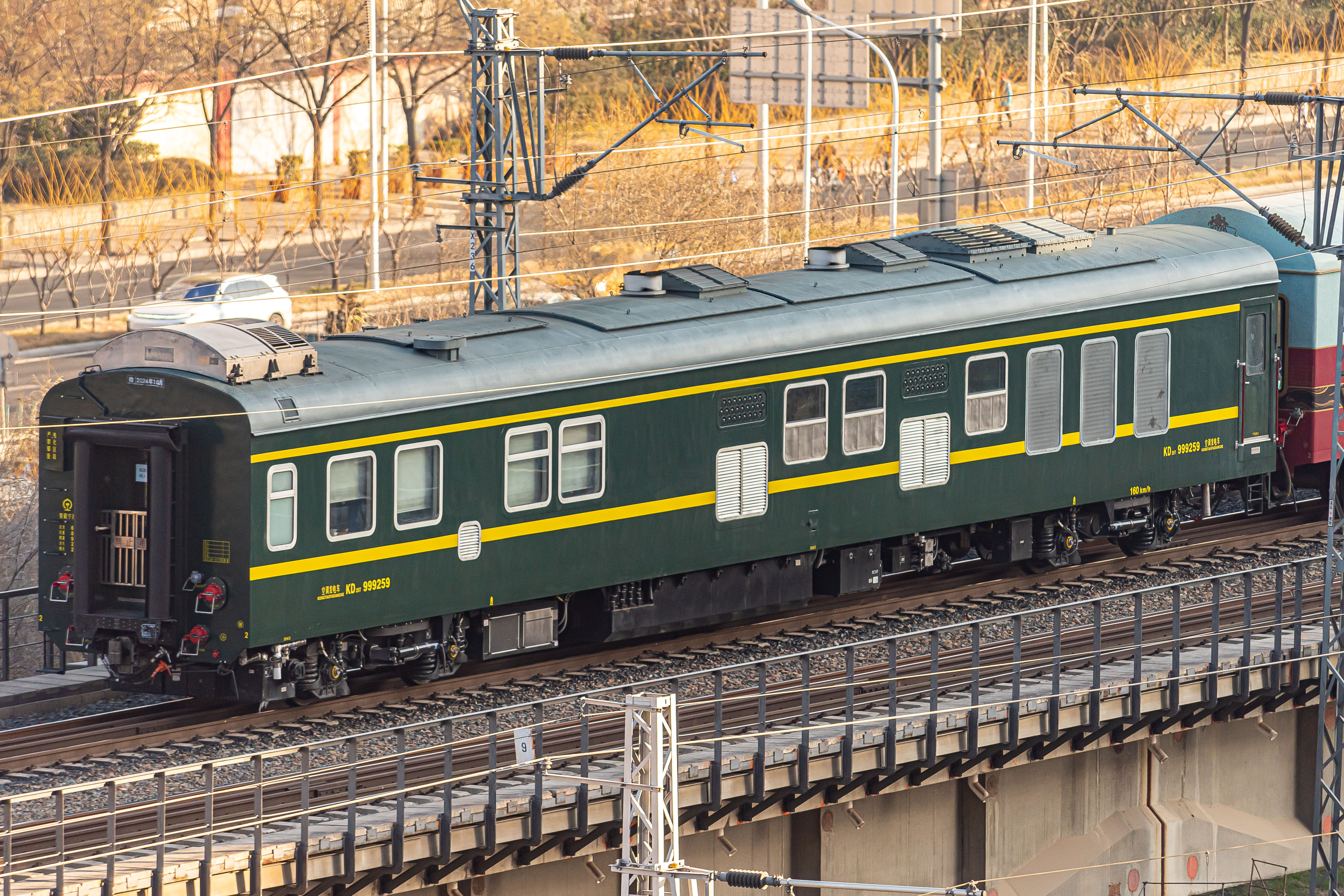
KD25T型青藏发电车，拍摄时附挂于“丝路梦享号”观光列车列尾

25T型青藏客车是专门为青藏铁路运营针对青藏高原的特殊环境以及气候条件特别设计生产的高原铁路客车，分别由青岛四方-庞巴迪-鲍尔铁路运输设备有限公司（BSP）、南车四方机车车辆股份有限公司和南车南京浦镇车辆有限公司制造。青藏客车的车种包括硬座车、硬卧车、软座车、软卧车、餐车、空调发电车、公务车等，设有集便式厕所、航空气密技术及供氧装置等，均采用墨绿色车身配以两道黄线的涂装；而玻璃窗採用較厚的偏青色玻璃。25T型青藏客车由2001年开始研制，历时5年，参与研制的技术人员多达500余人，部件外包厂家近200家，整体造价比普通客车高25%～30%。
和普通25T型客车的情况相同，由BSP和南车四方机车车辆两家厂商制造的25T型青藏客车结构和设备基本相同，但部分细节上仍然有所差异。例如，南车四方生产的青藏客车空调机外露，车顶平滑无棱，车窗形状较方正，使用SW-220K型转向架（发电车除外）；而BSP产品的车顶空调包覆在整流罩中，不外露，车顶有棱线，车窗较宽扁并呈现浅绿色，使用AM96型转向架。而车内设计方面，南车四方的产品采用白色灯光作为主要照明光源，而BSP的青藏客车则采用暖色调照明。BSP制造的25T型青藏客车现在只运行来往西藏拉萨和北京、西宁的列车，而南车四方的产品则用于运行来往于Z164/165、Z166/163次列车和Z264/265、Z266/263次列车拉萨西宁段。
为了营造具有西藏风情的乘车环境，25T型青藏客车的内装设计也具有西藏的文化特色。车上除了有藏族特色的图案、饰品，并以浅蓝、浅灰、白、藏红、藏黄这五种最具西藏色彩的颜色构成了车厢内的主色调。而车厢内所有信息显示屏、标示，均同时采用汉文、藏文、英文三种文字。

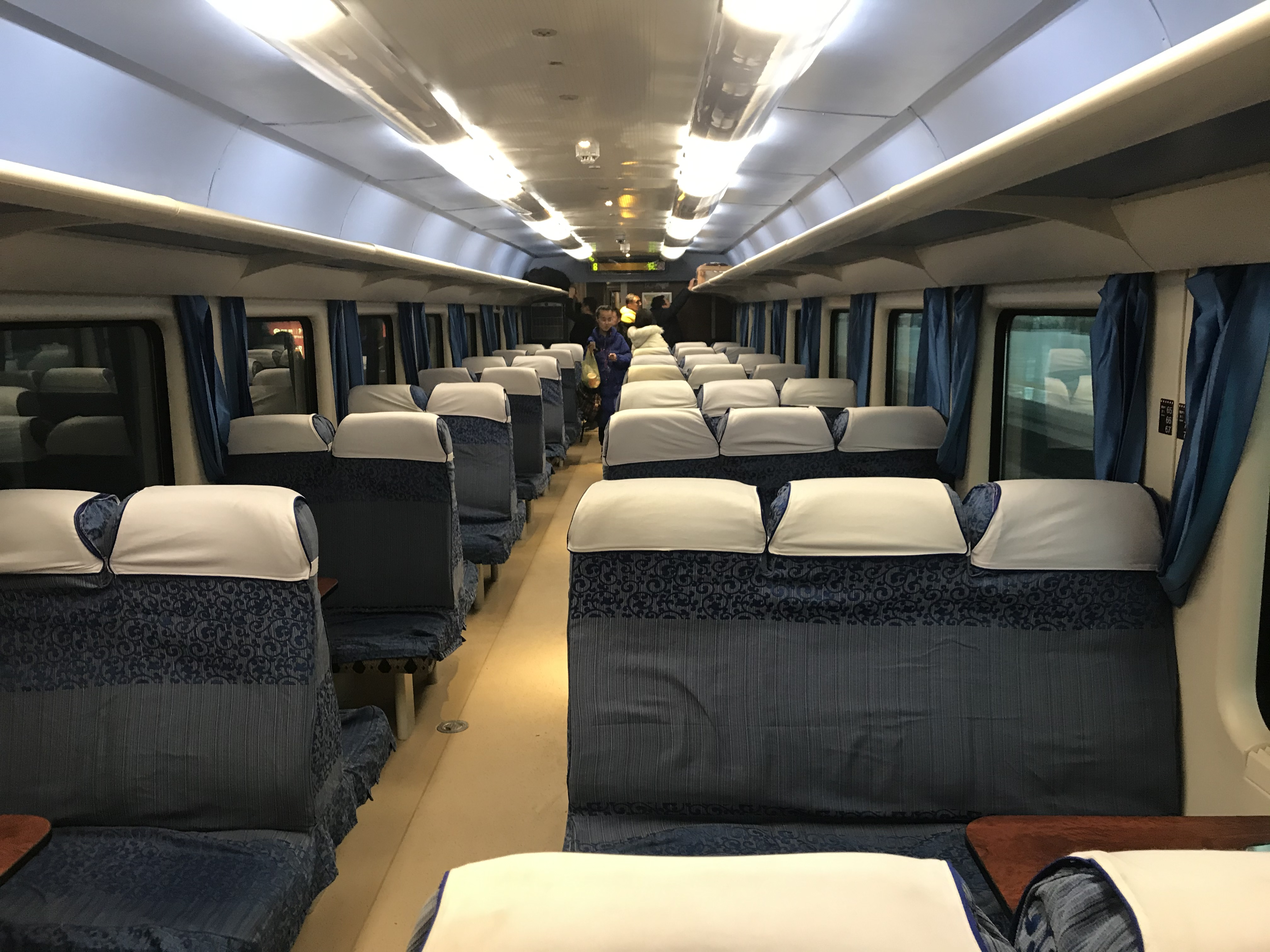
25T型青藏硬座車（BSP制）內部
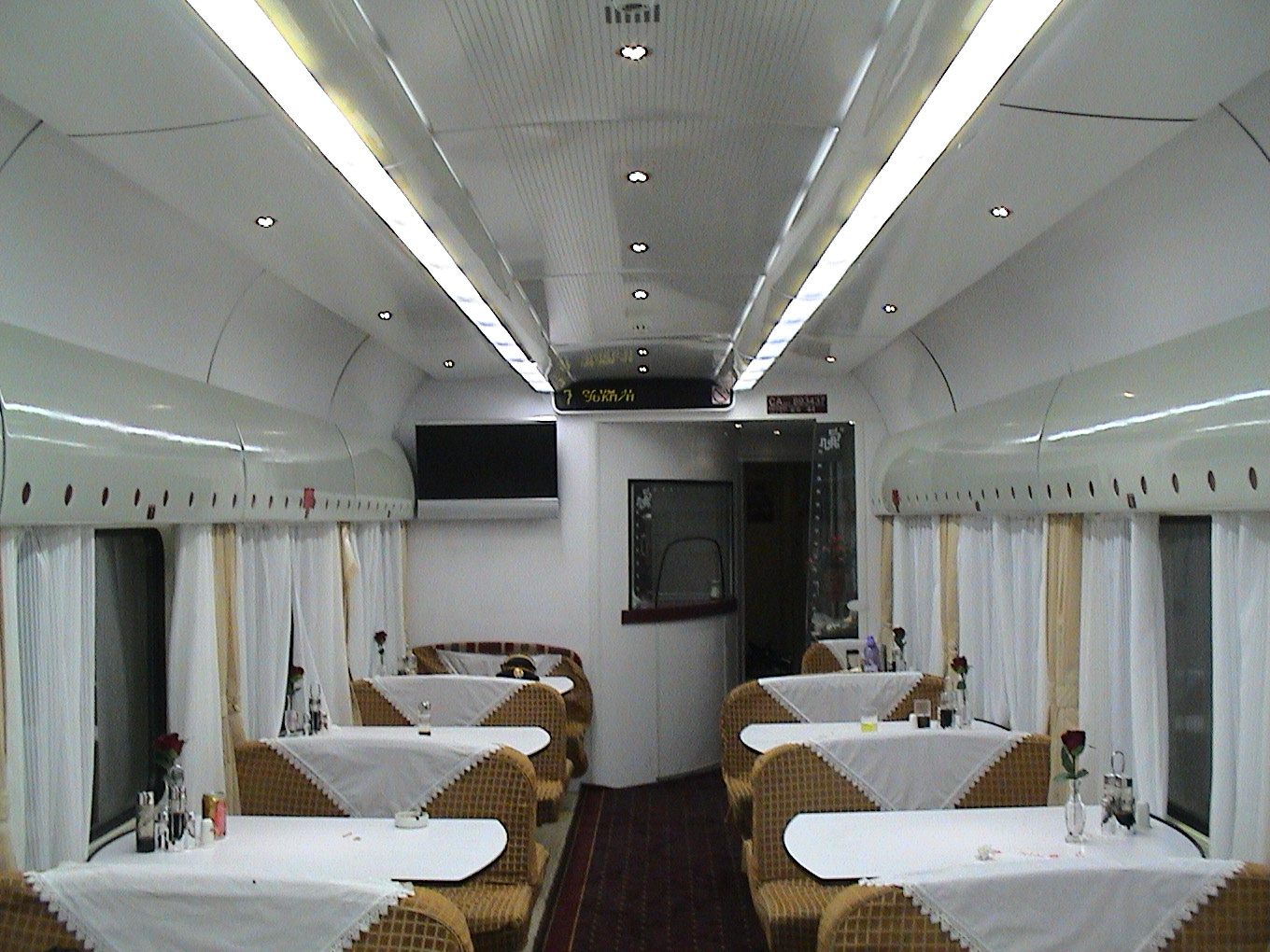
25T型青藏餐車（BSP制）內部
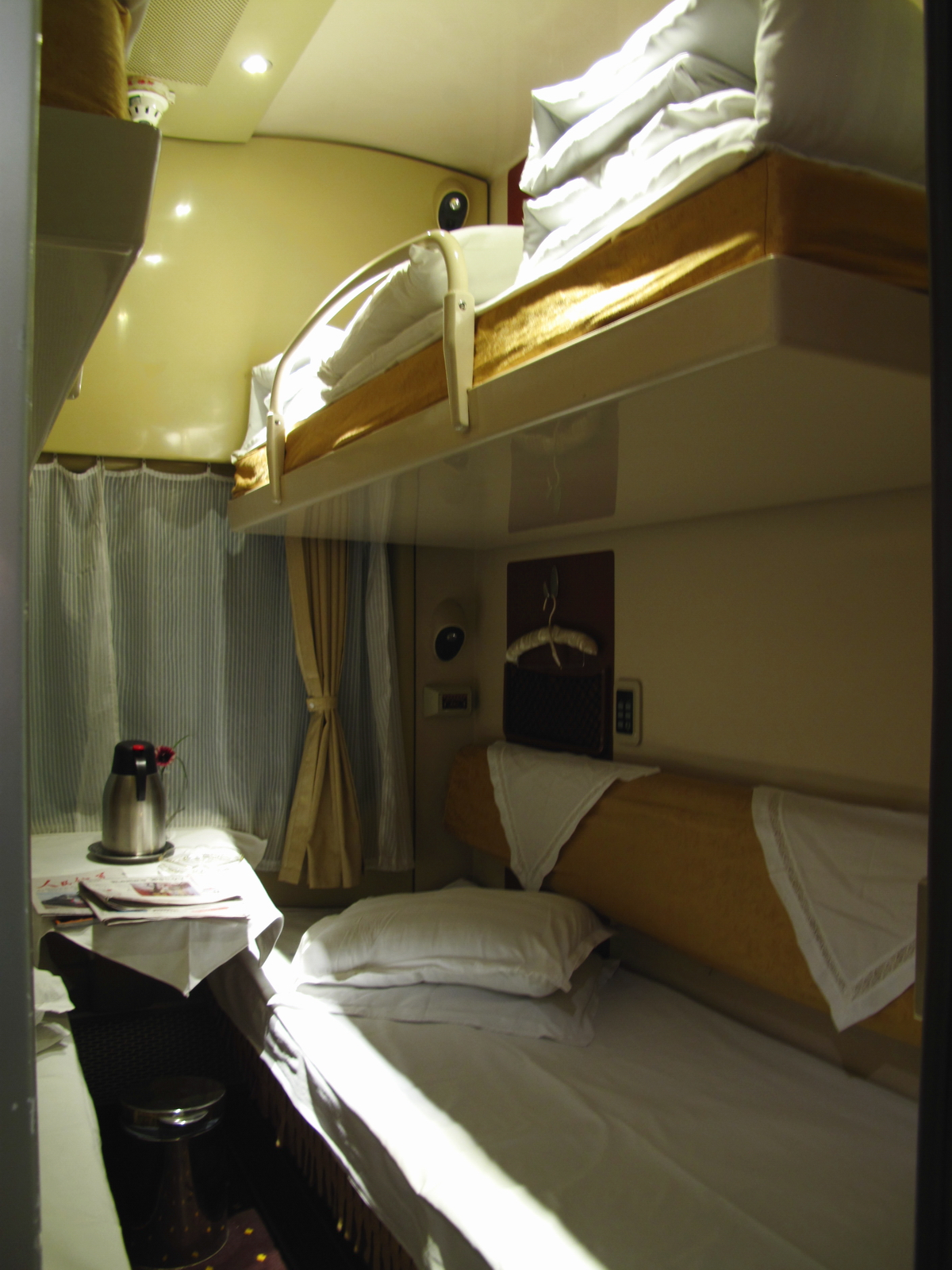
25T型青藏软卧車（BSP制）內部
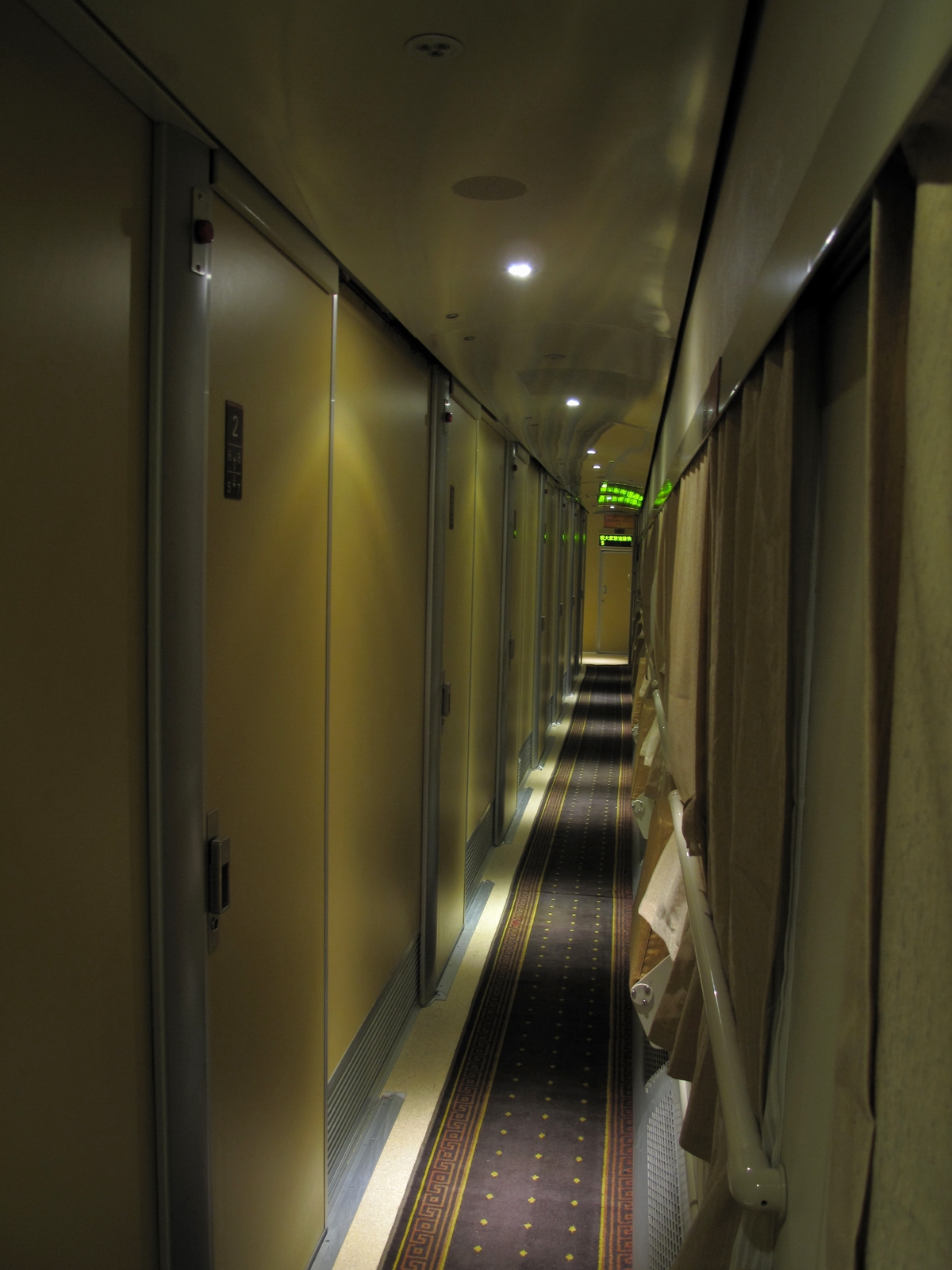
25T型青藏软卧車（BSP制）走廊
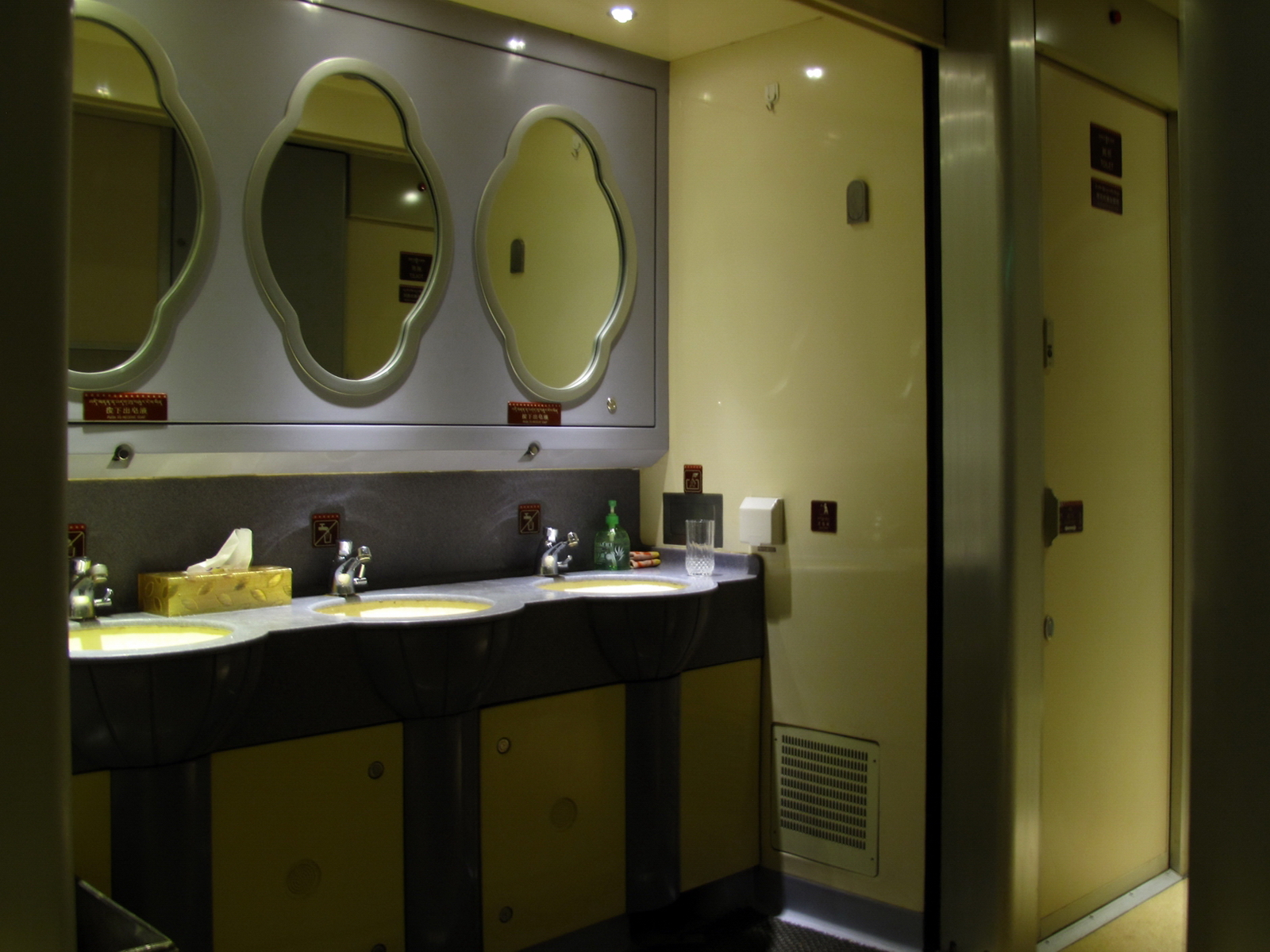
25T型青藏软卧車（BSP制）敞开式盥洗间
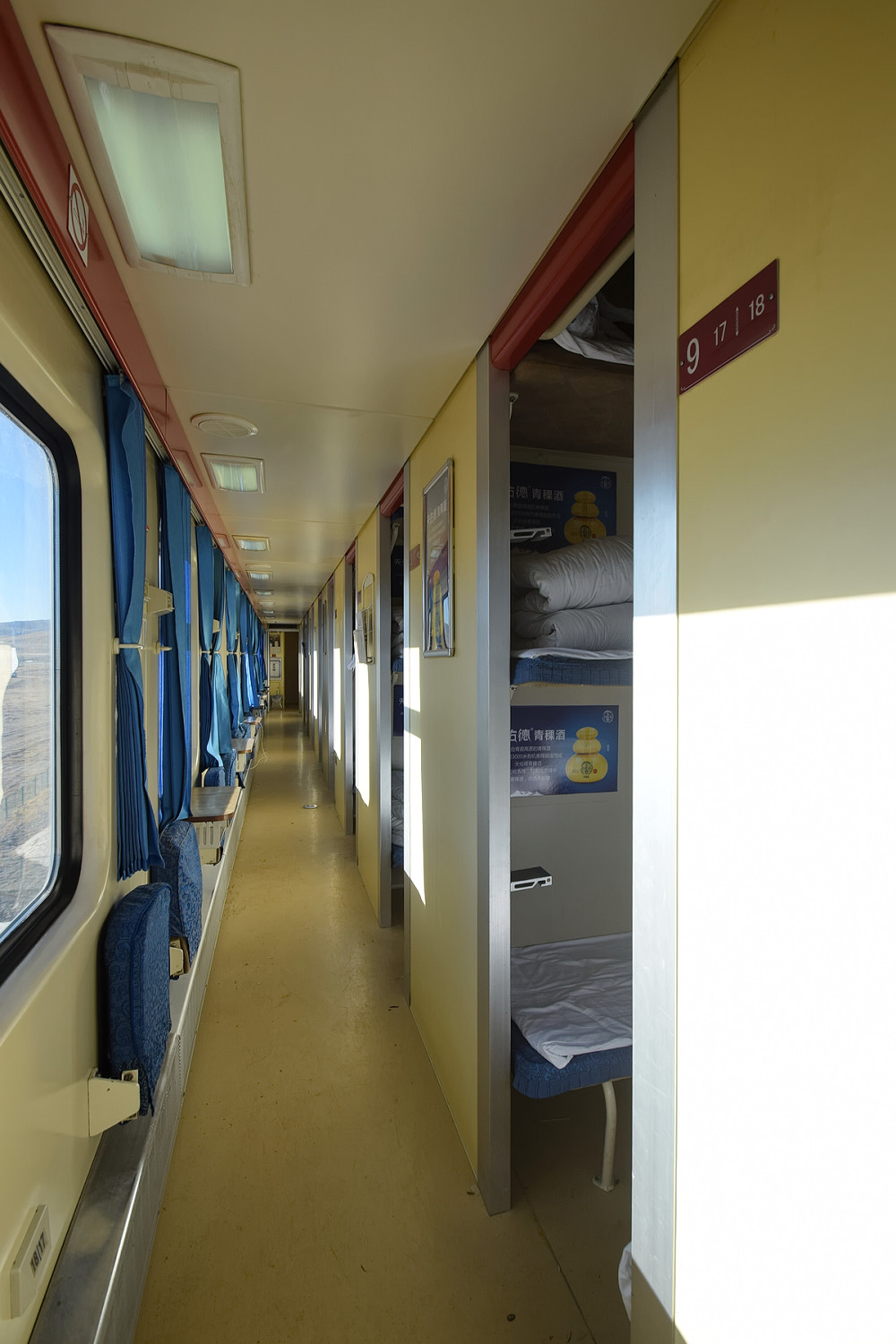
25T型青藏硬卧车（南车四方）走廊
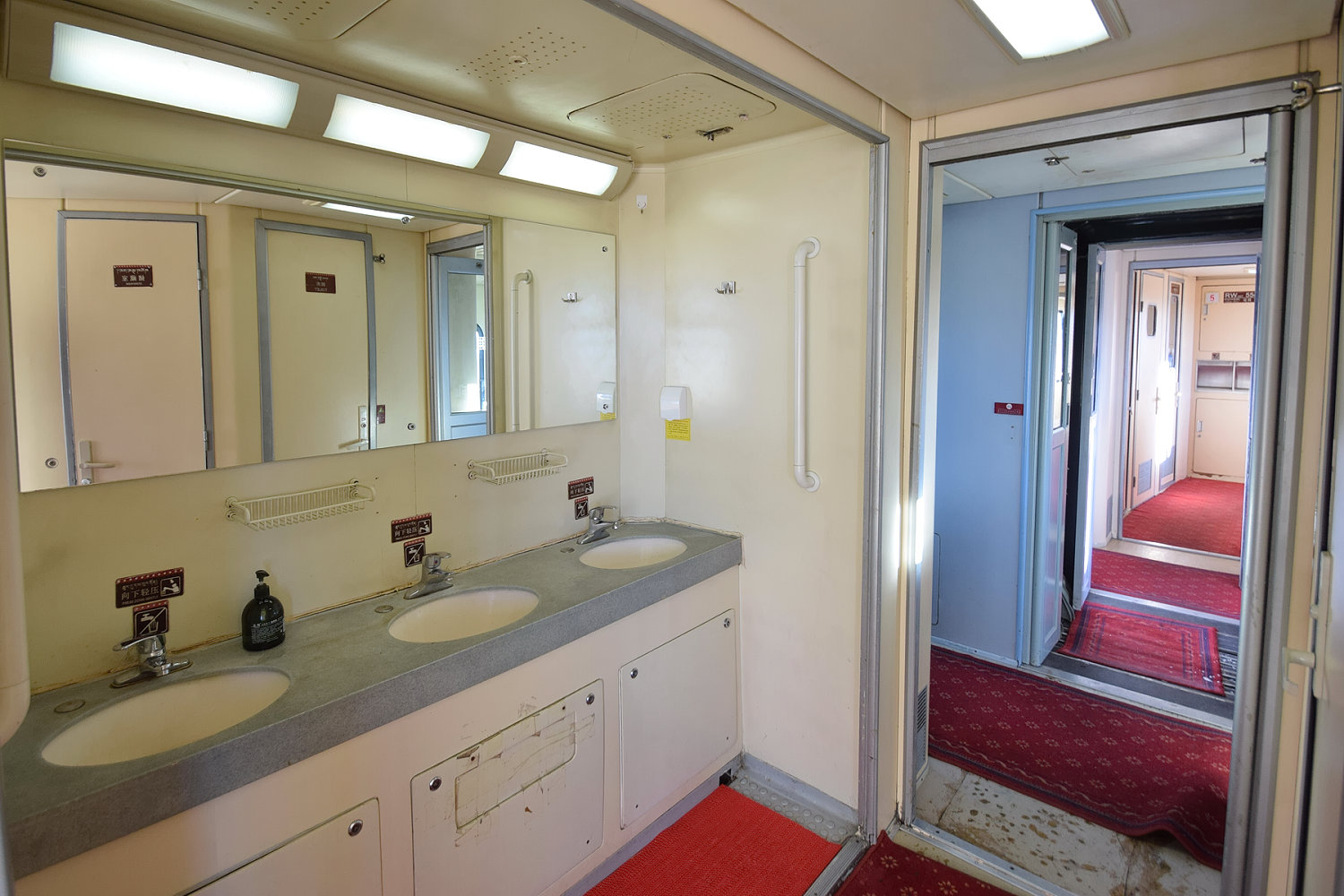
25T型青藏软卧车（南车四方）敞开式盥洗间
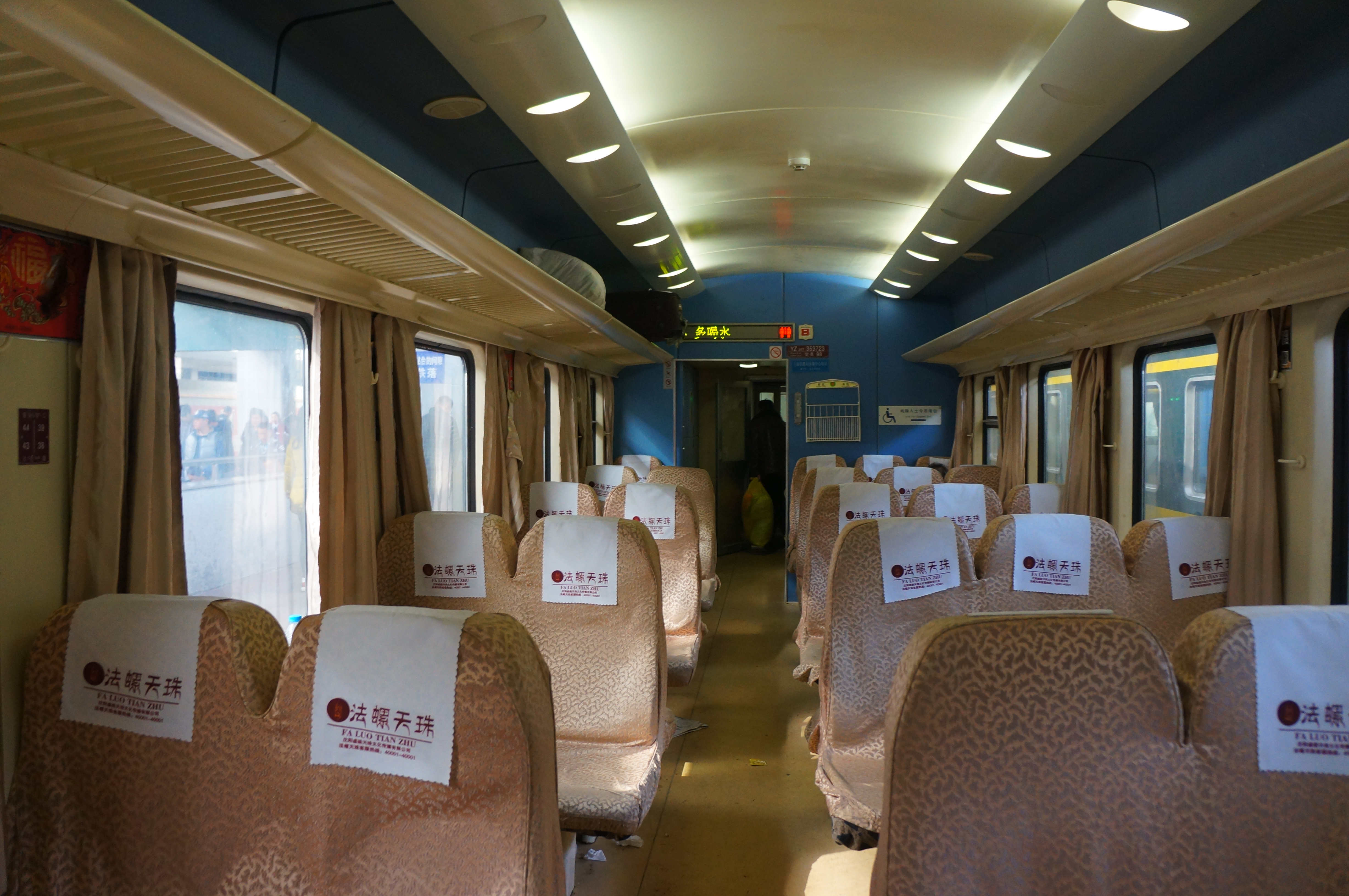
25T型青藏硬座车（南车四方）
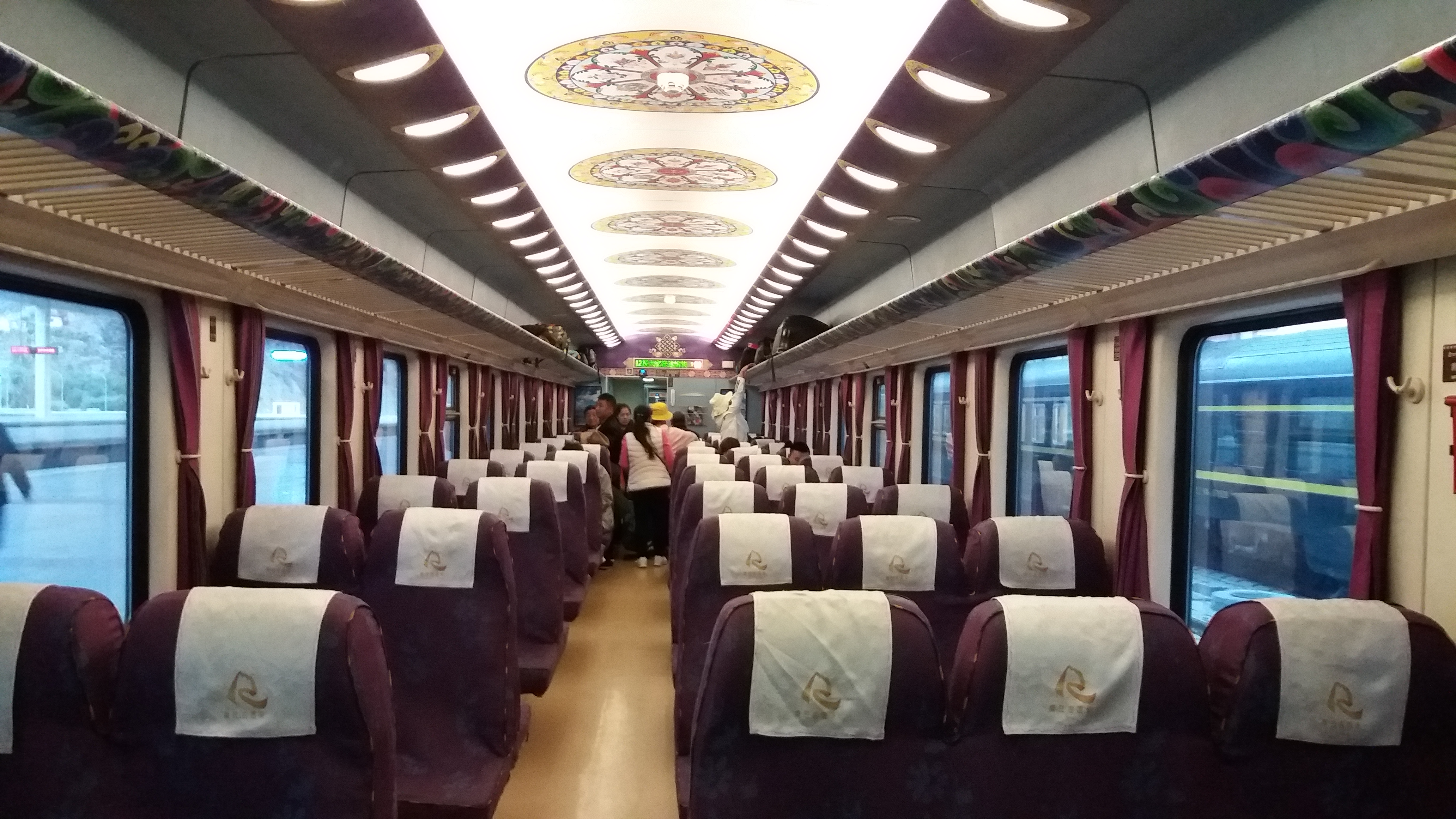
拉日铁路使用的YZ25T硬座车内部
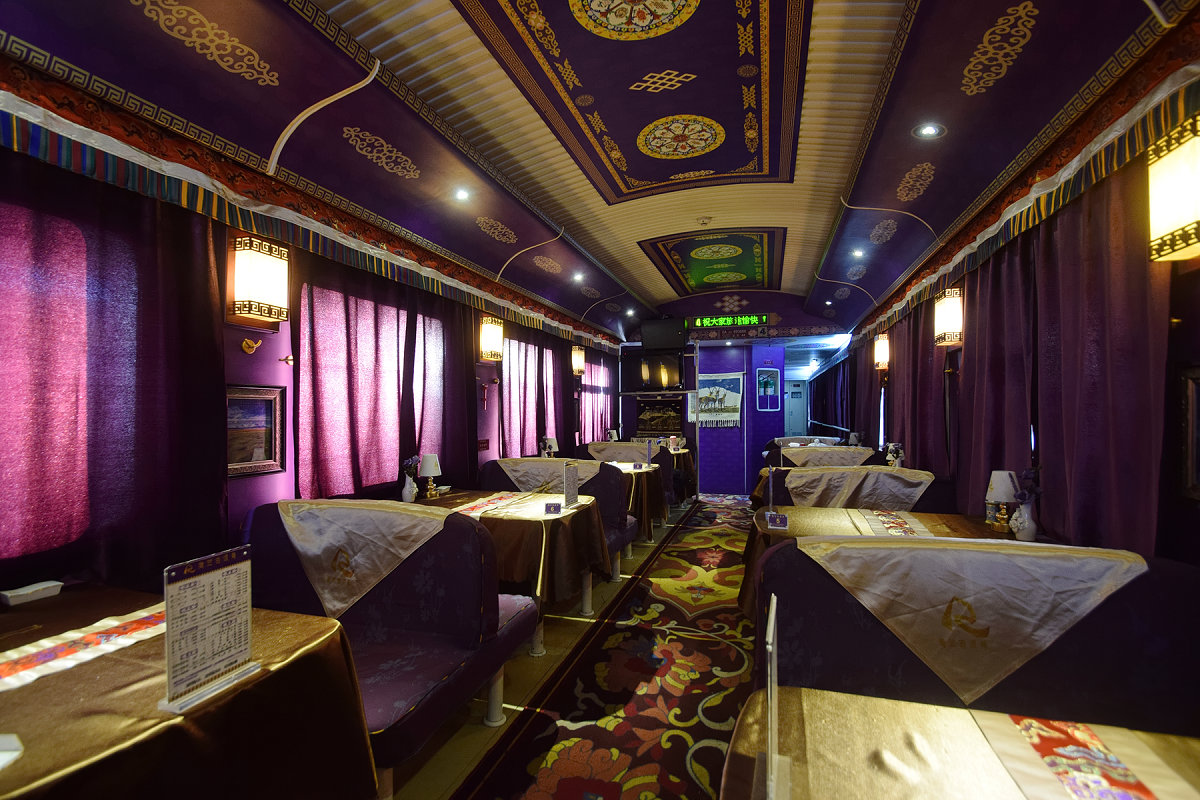
拉日铁路25T餐车车厢内部

#### 发展历史

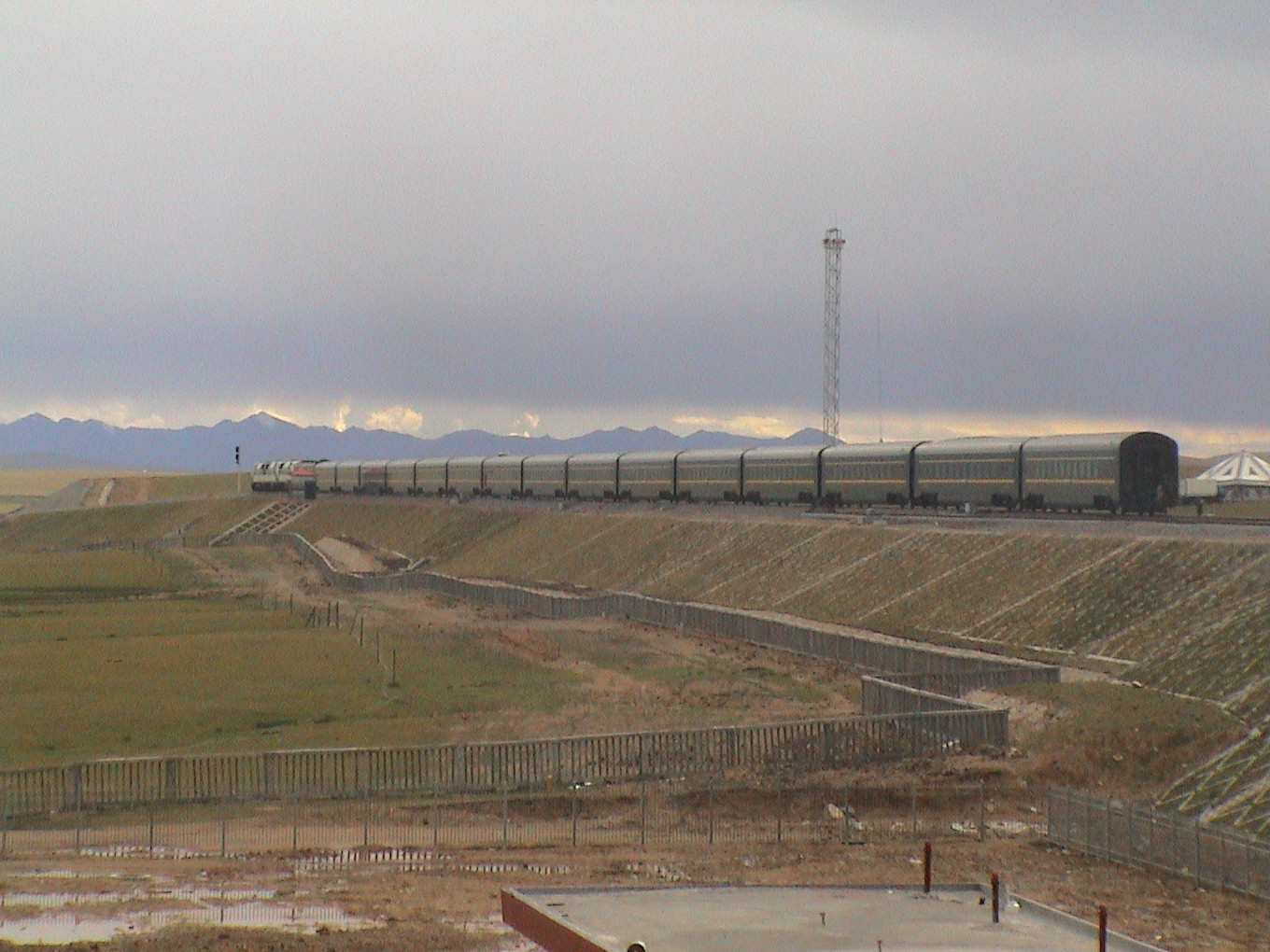
T27次列车运行于青藏铁路

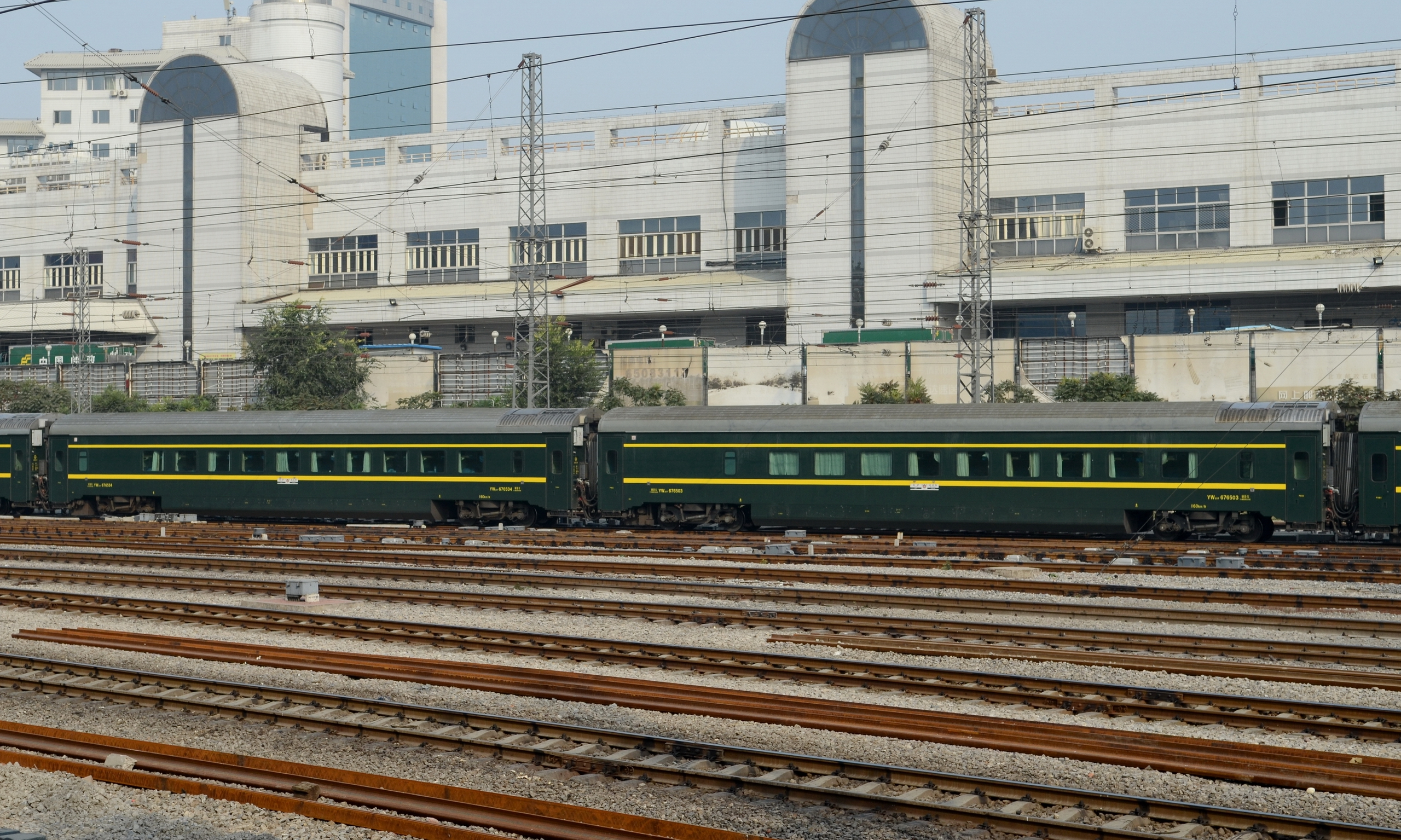
北京西至拉萨T27/28次列车编组中BSP生产的25T高原型客车在北京西客站

2001年，中华人民共和国国务院对青藏铁路格尔木至拉萨段正式立项，同年正式动工。作为世界上海拔最高、里程最长的高原铁路，当地的特殊气候环境对青藏铁路客车提出相当苛刻的要求。青藏铁路高原客车作为铁道部科技立项的开发项目，铁道部决定由南车四方机车车辆先期开发一辆青藏铁路公务柴油动车，对列车的原材料、供氧方式、防紫外线措施等进行高原试验，积累经验。2003年2月，首辆高原公务动车在铁科院中国国家铁道试验中心经过了动力学、制动系统等一系列试验后，作为青藏线“流动指挥车”上线运行。
2005年2月，中国铁道部对青藏铁路客车项目公开招标，并由青岛四方-庞巴迪-鲍尔铁路运输设备有限公司（BSP）和南车四方机车车辆股份有限公司中标，正式展开了高原铁路客车的研制。按照合同，两家企业需要于2005年12月到2006年5月间向中国铁道部交付361辆高原铁路客车，其中包括308辆普通旅客高原客车和53辆豪华观光客车，合同总值2.81亿美元。同时，国家发改委下达《青藏铁路客车作为国家重大技术装备研制和重大产业技术开发项目的通知》中指出，青藏铁路客车要依靠中国自主研发、自主创新。
2005年3月22日，中国铁道部组织讨论《青藏高原试验车高原适应性试验大纲》，确定了试验大纲。同年 4月27日—29日，青藏铁路高原客车第一次设计联络会在北京召开，确定青藏铁路客车设计方案。 5月16日，青藏铁路发电车的转向架专家评审会在青岛召开，确定了双空簧方案设计的可行性。5月18日，南车四方股份正式下达青藏铁路项目实施计划；同月，两辆由南车四方按照高原客车标准改造的25T型试验车下线，车上安装了制氧机设备并进行了电气系统的改造。6月2日，时任铁道部副部长孙永福到青岛视察青藏高原试验车时指出：“青藏客车完完全全要靠我国自主设计制造，这是振兴民族工业的一件大事、盛事。”
2005年6月，铁道部安排了一场青藏铁路客车高原适应性试验，包括了空调、制氧、噪声、电气、制动等5个试验项目，目的旨在研究高原环境对供氧系统、电气系统、空调系统的影响，并验证其运用可靠性，确定主要部件的选型。由南车四方股份、BSP、铁科院、四方研究所及众多空调、制氧及其他重要车辆配件生产厂家等单位组成100多人的科研团队及2辆高原试验车赴青藏线进行试验。此次试验获取了大量的试验数据、性能参数。
2005年8月底，在25T型客车的成熟平台上，完成了高原客车的设计初稿。2006年2月15日，由BSP生产的首列25T型青藏铁路客车下线，而首列由南车四方机车车辆生产的青藏铁路客车也于同月下线。为确保青藏铁路客车在高原地区运行的高可靠性，两家厂商的首批青藏铁路客车于2006年2月底至3月中旬在青藏线上进行了单车试验、整列线路试验、试运行等，而这段时间里正是青藏高原天气最恶劣的时间。2006年6月13日，169辆由南车四方机车车辆制造的高原客车全部交验出厂。2006年7月，成都铁路局向南车四方追加一列订单，令南车四方的25T型青藏客车总产量增加至185辆。
2010年3月，为配合上海世博会期间来往上海、拉萨的T164/T165次、T166/T163次列车由隔日开行改为每日开行，铁道部统一招标了新一批共83辆25T型青藏铁路客车，包含硬座车22辆、硬卧车44辆、软卧车11辆、餐车6辆。同年4月28日，南车南京浦镇车辆公司宣布中标该批青藏铁路客车项目生产订单。这批客车于6月交付上海铁路局，并于2010年7月1日起投入运营。

#### 技术特点

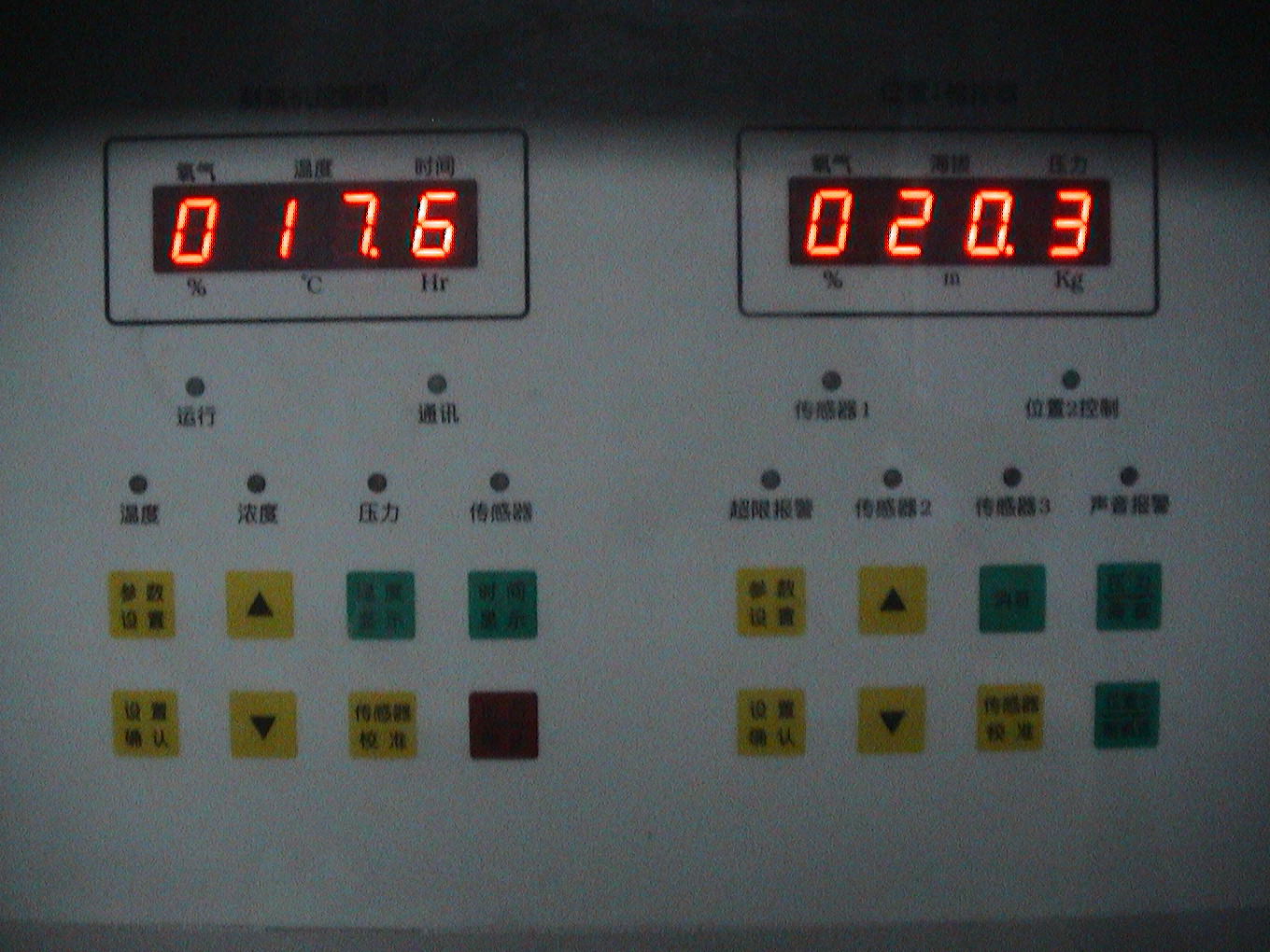
25T型高原客車內的制氧机控制器

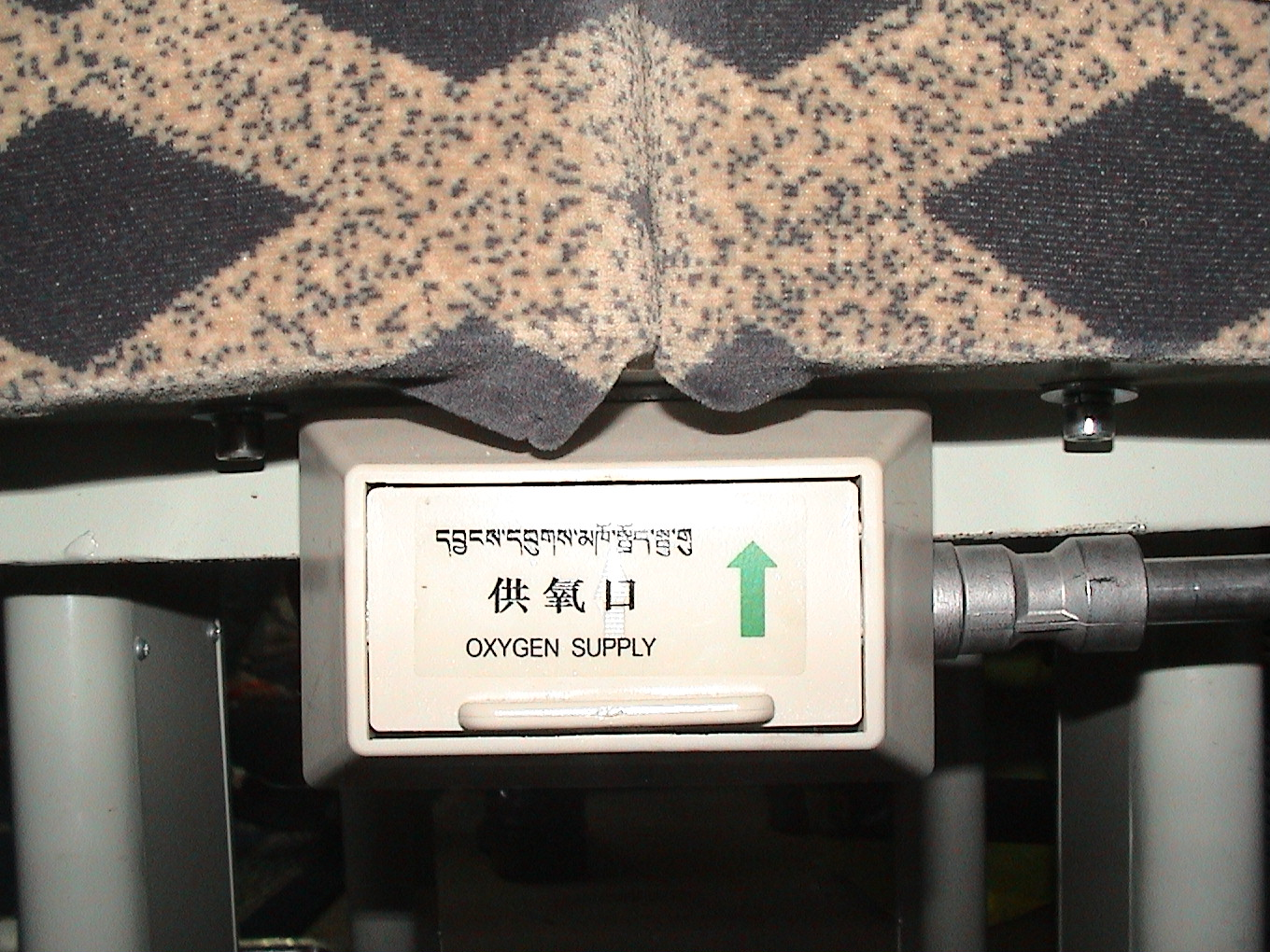
供氧口

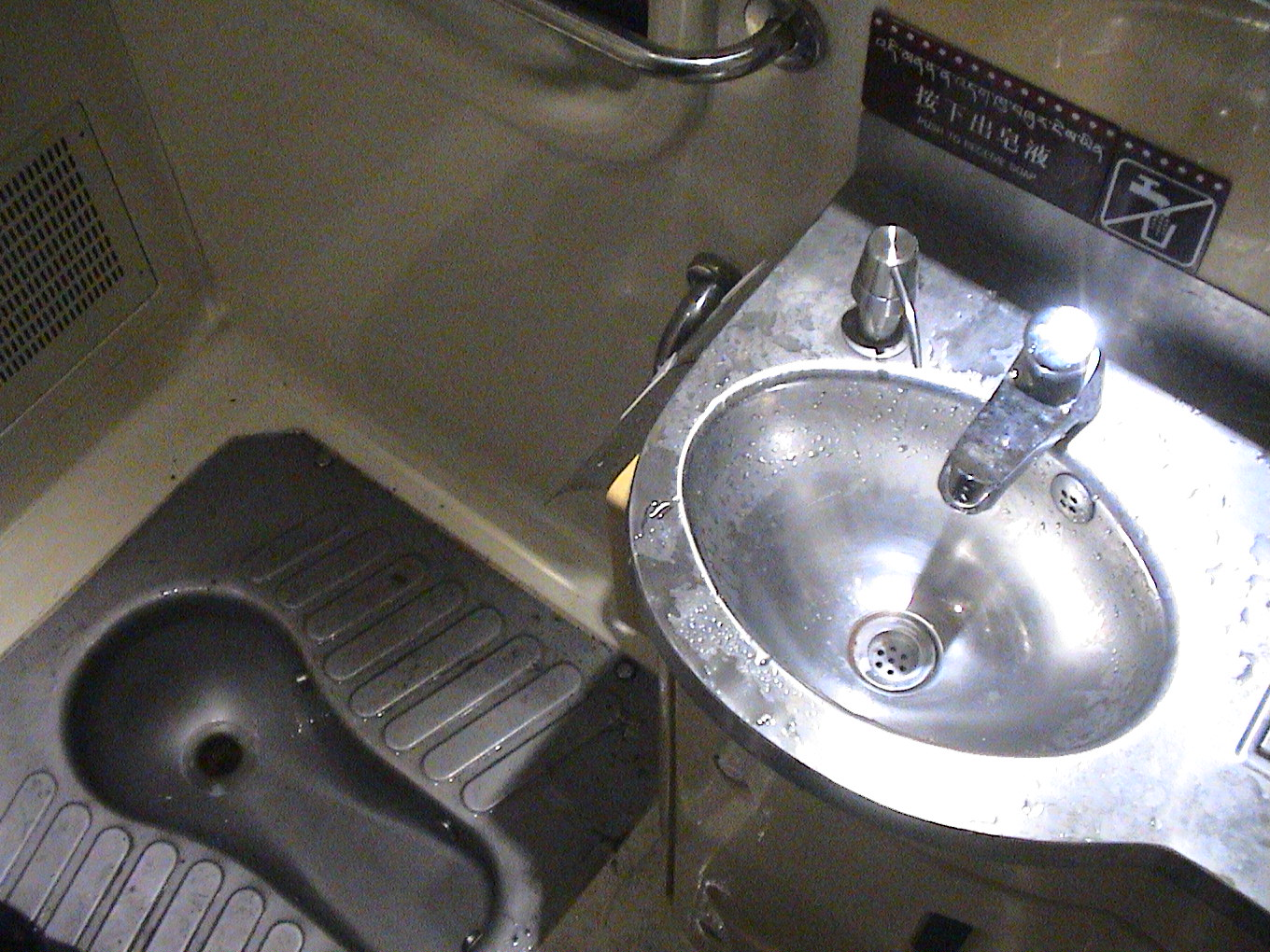
帶有真空集便器的廁所

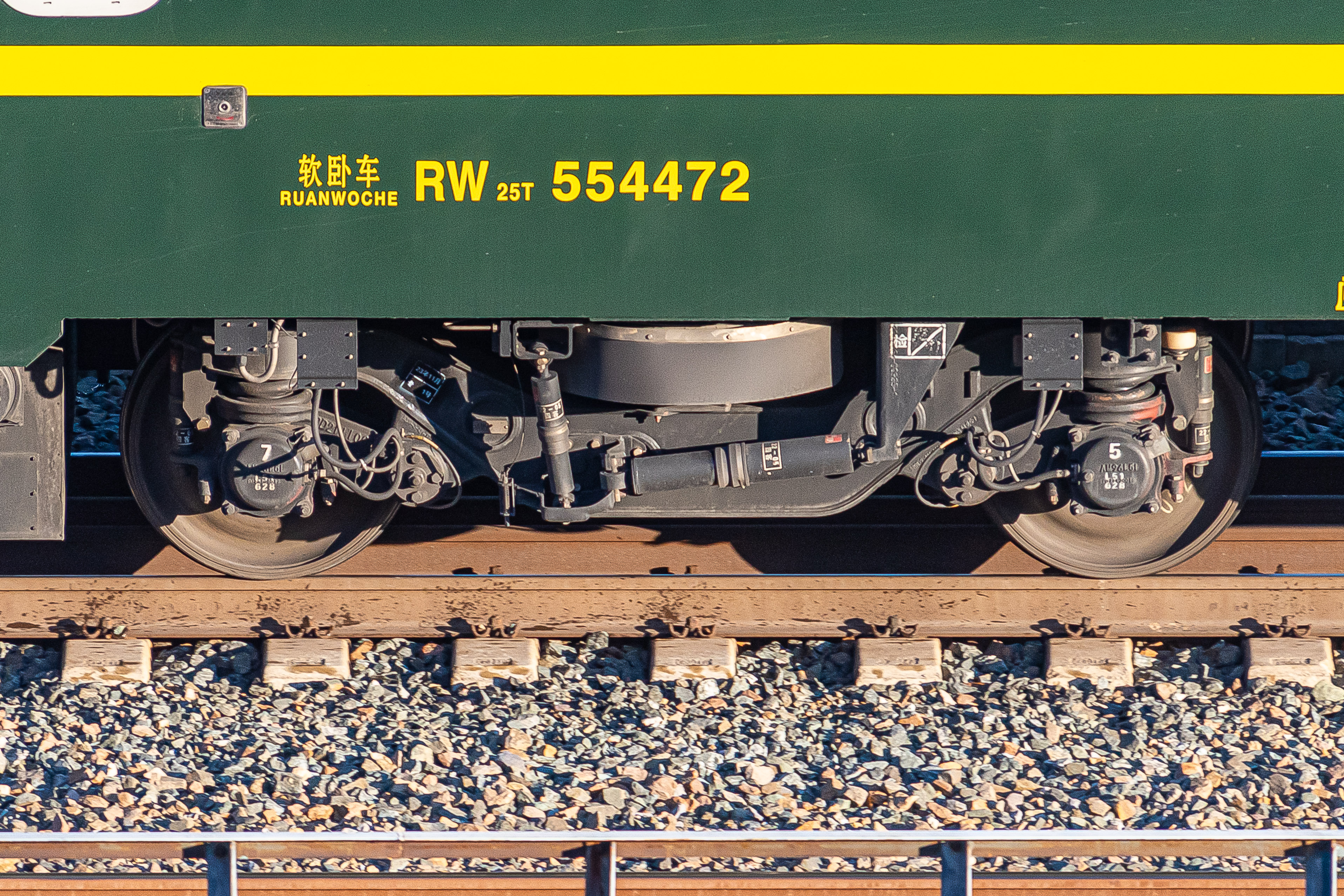
BSP制青藏RW25T的AM96型转向架

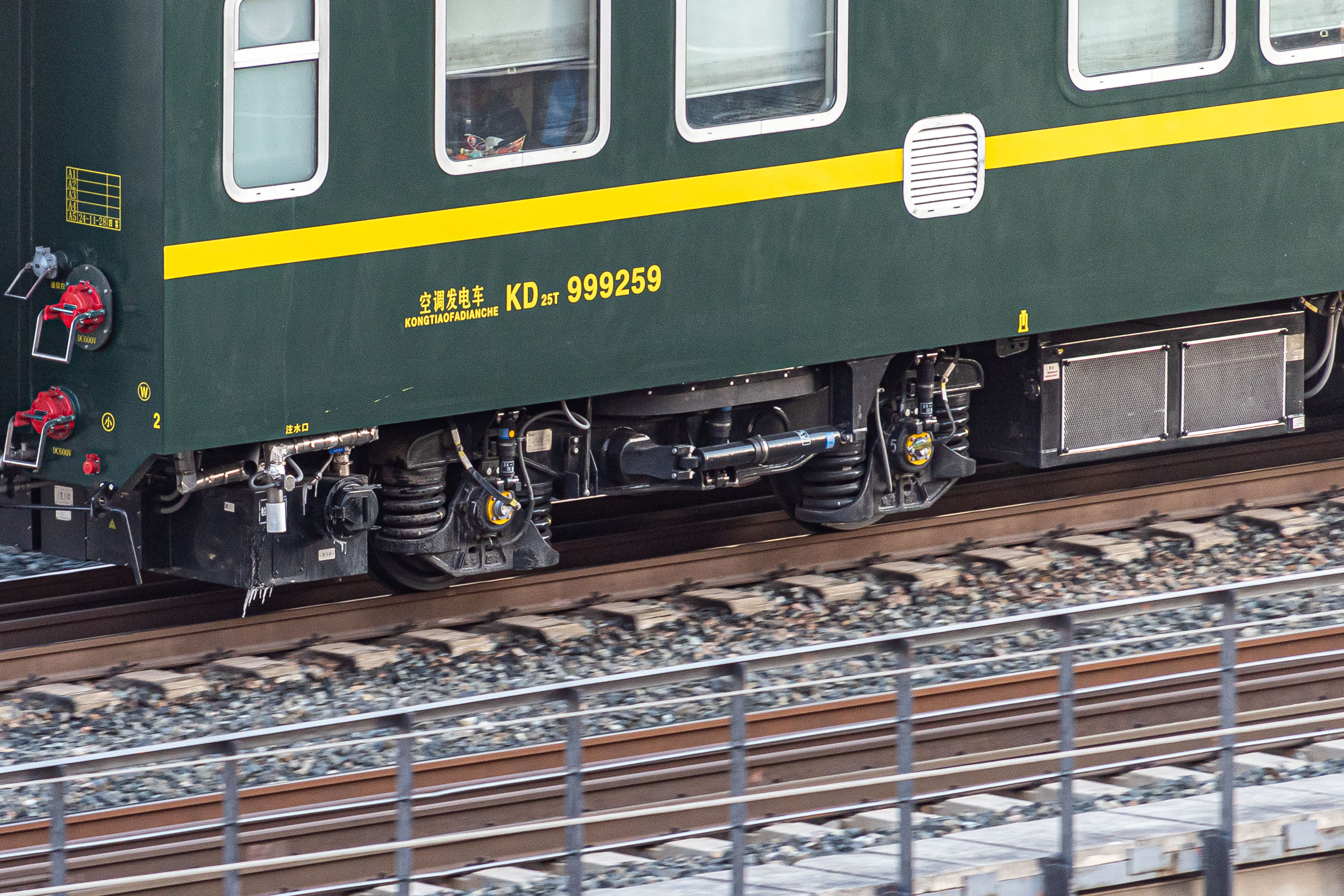
KD25T的SW-QD160型转向架

青藏25T型客车采用了各种新技术应付青藏高原环境和气候的挑战，铁道部组织了中国铁道科学研究院、四方车辆研究所、客车制造厂以及其他高校、研究院所等单位，对青藏客车的技术条件和技术方案进行反复论证，确定了青藏铁路客车的主要技术方案。由于青藏铁路平均海拔超过4000米以上的路段占总长的86%，为保证车厢内的氧气供应，25T型青藏客车首次配备了制氧系统，运用模板制氧技术，采用弥散式和分布式相结合的方式。其中弥散式供氧是将由制氧机产生浓度约为40%的富氧空气送入空调主风道，通过混合空调系统中的新风和回风后送入车厢，使每节车厢的氧浓度达到23.5%至25%；而分布式供氧的氧浓度可达40%至45%，可通过管路供氧口及配套的鼻式吸管供旅客直接单独吸氧，确保了旅客乘车的舒适度。
由于高原空气稀薄，电阻值降低，电器容易击穿或短路，因此提高了列车的绝缘要求，对电器电线系统重新设计，在高原环境下绝缘强度和介电强度提高了1.5倍以上，发热性的电器负载散热能力要求提高约30%，并预先在低压氧舱内模拟试验。 由于青藏高原雷电、地滚雷频繁，为避免雷电对电气系统的破坏，青藏客车还首次装用了防雷系统。在综合控制柜直流600V输入、直流110V输入、网络输入、GPS 和广播天线等关键部位增加了浪涌电流吸收装置，在车端增加了等电位连接，在转向架上安装了四套接地装置，有效防范了雷击的影响。 
由于青藏铁路沿途环境的特殊性，对于穿梭于西藏高原地带和平原地区之间的列车而言，实际经历了两个条件相差极大的环境，普通双层保温玻璃在这个过程中会因气压变化而变形、破裂或失去作用。25T型青藏客车使用由青岛金晶股份有限公司研发的内压自动调节型低辐射中空玻璃门窗，不仅要具备普通中空玻璃的性能，而且要针对气压变化大、高辐射、低温度等气候特点，采用适当的玻璃组合和气压调节装置，满足抗紫外线、低传热以及中空玻璃内腔压力自动调节的特殊性能，紫外线透过率不超过13.3%，车内紫外线强度与平原环境下基本一致。
为提高客车的密封性能，车辆采用了密封式车体钢结构和密封式折棚风挡，并首次采用了双唇密封式结构的电控气动塞拉门，加强了客车的防风沙性能，而且也保证了客车供氧的效果。减振器上设置防风沙橡胶套，防止风沙进入减振器内部影响减振器性能等。对车辆外露的非金属部件如转向架空气弹簧、折棚风挡棚布等采用高耐受紫外线材料，提高了部件的抗老化性。
为保护青藏高原的生态环境，25T型高原客车首次实现了“零排放” ，所有的污水、污物均集中收集、集中排放。排泄物通过真空集便装置集中收集，容积可以满足连续运行42小时无须排放的要求。客车装用了废水收集装置，污水箱容积达600～800升（视乎车厢类型），可以满足连续运行18小时无须排放的要求。所有青藏线长途列车均需要在格尔木站集中进行吸污作业和垃圾回收作业，污物箱、污水箱和垃圾箱清空后，才进入格尔木—拉萨段运行。
根据计算，在平原地区使用的发电车在海拔5000米时功率会下降约40%。为满足高原地区全列车供电负荷达到1400千瓦的需求，25T型高原发电车装用大功率柴油发电机组，在海拔5000米时功率下降幅度控制在29.5%以内。同时由于高原发电车自重达85.8吨（一般列车的发电车重量只有60多吨），必须装用特别设计的SW-QD160型转向架。这种转向架带有八个圆簧、双空气弹簧，并采用无磨耗橡胶复合定位，能保证在发电车轴重24吨时，转向架的构造速度达到时速160公里。此外，为配合机车直供电的兼容性，25T型高原发电车采用直流600V供电方式。

### 动车组拖车型
2016年起，中国中车开始基于25T型客车的技术平台，设计研发适用于普速铁路的复兴号动车组拖车。2017年，由中车浦镇、中车唐山研制的复兴号CR200J型动车组拖车陆续下线，与大连、株机生产的机车一同运抵北京环行铁道进行性能技术测试。2018年11月，CR200J型动车组控制车获得型号合格证和制造许可证，正式进入量产阶段。量产后的拖车车身喷涂的拖车编号均已将“25T”字样消去，仅保留车厢席别代码。
CR200J型动车组拖车的中间车继续沿用25T型客车的设计。其中二等座车基于原有硬座车厢进行重新设计，将正反对座设计更改为所有座位朝向车厢中央的设计，每位乘客座椅前布置有独立小桌板，可调整座椅靠背角度但不可旋转座位。卫生间由单端布置两个改为两端各布置一个，洗手台则改为面向中央走廊的开放式设计；一等卧、二等卧则分别基于原有软卧及硬卧车厢进行设计微调；控制车布置于短编组型的无动力端，端部设置独立司机室，尾部则设置为一等座车。
CR200J型动车组拖车仅可搭配FXD1-J或FXD3-J型动车组机车才可正常运营，不支持与其他型号的铁路机车一同编组运用，但因为中间车车钩与25T型客车车钩相同，故可以与25T型客车进行连挂，供电连接电缆也可共用。
2021年后生产的CR200J型动车组拖车改为鼓形车体，虽车厢型号根据新版铁路行业标准应修订为16AA/16AB型，但实际竣工下线的拖车未对型号进行修订。鼓形车体的拖车因更换了新型电路连接器，故无法与初代非鼓型拖车进行连挂或混合编组。

## 技术参数
| 车种                 | 25T型客车（普通型） | 25T型客车（青藏高原型） |
| -------------------- | --- | --- |
| 定員                 | 硬座車：118 / 112（带列车长办公席）/ 106（带残疾人座位） 软座車：78（BSP）/ 80（国产化）/ 72（带广播室） 硬卧车： 66 / 60（带残疾人卫生間（早期）） 57（带残疾人铺位（后期））/ 40（国际联运（中国）） 软卧车： 36（含国际联运（中国））/ 28（带高级软卧包厢） 32～36（部属软卧车） 高级软卧车（RW19T）：16 / 12（部属高级软卧车） 餐车： 36（BSP）/ 40（国产化）/ 16（带休闲茶座） 58（硬座餐车合造车） / 48（部属餐车） 行李车（含部属行李车）、邮政车、部属空调发电车：4 行李车（行邮特快押运车）：2 广九直通车： 72（软座车）/ 61（软座车，带残疾人座位） 40（行李软座合造车）/ 40（餐车） 复兴号CR200J型电力动车组： 56（一等座车，带司机室）/ 98（二等座车） 46～76（二等座车餐车合造车）/ 40（一等卧车）/ 66（二等卧车） 健康快车： 2（生活发电车）、22（宿营车，双层软卧车） 5（手术诊疗车）、52（病房车，双层硬卧车） 轨道检查车、仪器试验车、隧道检查车：12 红外线试验车：13 电务试验车：14 接触网检测车：10～12 回送车（TZ25T）：12 | 硬座車：98 硬卧车：60 / 54（带残疾人卫生間（BSP）） 54（带残疾人卫生間（国产化早期）） 51（带残疾人卫生間（国产化后期）） 软卧车：32（含部属青藏软卧车） 部属青藏高级软卧车：12 餐车：44 / 48（部属青藏餐车） 行李车：4（含部属青藏行李车） 空调发电车：18 / 2（部属青藏空调发电车） 唐古拉旅游列车（BSP）： 8（豪华软卧车）、48（观光车）、24（厨房餐车） 复兴号CR200JS-G双源高原型动车组： 71（一等座车）、48+6（一等座车商务座车合造车） 93（二等座车）、71（二等座车餐车合造车） |
| 構造速度             | 180km/h | 180km/h |
| 最大运营速度         | 160km/h | 160km/h |
| 车辆長度（不计车钩） | 25500 mm 27955 mm（CR200J型动车组一等座车，带司机室） | 25500 mm |
| 車輛宽度             | 3104 mm | 3104 mm |
| 车辆高度             | 4433 mm（含健康快车的生活发电车） 4750 mm（健康快车双层车） | 4433 mm 空调发电车：4280 mm |
| 自重                 | 硬座車：48.5~51.4 吨 软座車：46.4 吨 硬卧车：52.9 吨 / 58.3 吨（国际联运） 软卧车：47.9 吨（BSP） / 51.3 吨（国产化） / 58.3 吨（国际联运） 高级软卧车（RW19T）：52.5 吨 餐车：47 吨（BSP） / 50.5 吨（国产化） 硬座餐车合造车：51.6吨 行李车：45.7 吨 行李车（行邮特快押运车）：49.8 吨 行李车（行邮特快行包车）43.6 吨 轨道检查车：54.8 吨 接触网检测车：53.9 吨 红外线试验车：55.8 吨 电务试验车：54.3 吨 仪器试验车：51.3 吨 隧道检查车：62 吨 回送车（TZ25T）：49.4 吨 | 硬座車：51.9 吨 硬卧车：54.5 吨 软卧车：53.3 吨 餐车：52.2 吨 空调发电车：85.8 吨 |
| 轉向架               | BSP原厂：AM-96/SW-220K 国产化：CW-200K / SW-220K / CL-242K / PW-220K | AM-96 空调發電車：SW-QD160 |
| 制動                 | 盘式制动 | 盘式制动 |
| 供電制式             | 机车供电、发电车集中供电：DC600V、AC380V CR200J型动车组：动力车集中供电（圆形DC600V/方形DC600V、DC110V） 行邮特快：前后押运车柴油发电机集中供电（AC380V） 健康快车：发电车集中供电或外接电源（AC380V） 部属车与特种车：交直流兼容（AC380V、DC600V） | 机车供电、发电车集中供电：DC600V CR200JS-G型动车组：前后动力车集中供电（DC600V） 部属车：交直流兼容（AC380V、DC600V） |
| 通过最小曲线半径     | 145 m | 145 m |
| 採暖                 | 空調+電熱 | 空調+電熱 |
| 其他                 | 国际联运客车与特种车自带柴油发电机 | 氣密及供氧裝置 |

## 事故记录
- 2006年8月29日13時，重慶至拉薩T223次列车行至錯那湖站時餐車（9号车厢）脫線，導致其它列車晚點，有4000多人受影響。至18時，青藏鐵路恢復正常行車[39]。
- 2008年7月12日，T44次列车由西安驶出后不久，6号软卧车厢一块玻璃在会车时突然爆裂。随后，每当火车会车时，就不断有车窗玻璃被击碎，至7月13日早晨T44次列车抵达北京西站时，列车右侧软卧车厢共有30多块玻璃窗破碎，其中6号软卧车厢几个包厢的双层玻璃被强风贯穿，造成1名男乘客手指一侧被玻璃划伤。列车乘务长表示大量车窗玻璃破碎可能是由于两列火车会车时，中间形成空气低压造成的，他们已将此事上报铁路主管部门，至于其它原因铁路部门仍在调查[40]。
- 2009年5月13日17时43分，正向沈阳方向行驶T11次列车行至京哈线沈阳铁路局管内绥中北至葫芦岛北间，因行李车起火被迫停车，23时30分开车，京哈铁路下行线中断行车5小时47分，事故车报废，造成直接经济损失286万元。事故原因是列车在郑州站装运60箱鸡雏后，押运人随车押运吸烟造成[41]。
- 2012年10月21日下午，由北京西开往广州东的T97次列车运行至京广线涿州至松林店区间时，由于大货车司机不慎将铁路边的大树撞倒，导致5号车厢（硬卧车）被砸中。列车晚点52分钟，幸未造成人员伤亡[42]。
- 2013年10月23日晚上，配属青藏铁路公司西宁机务段的东风4D型3193号机车，牵引西宁西至格尔木的7581次列车经由青藏铁路运行。列车运行至察尔汗站至格尔木东站间近K806+890米处，因格尔木东站内备用的空调发电车发生溜逸，7581次列车停车不及与其相撞，事故造成52人受伤，其中1人在送院途中死亡，3人重伤，其余均为轻伤。
- 2015年8月2日20时许，西安开往北京的Z20次列车运行至陇海线窑村—临潼区间上行区段K1048+156m处时，暴雨冲毁路基，导致6、7、8车厢脱线，无人员伤亡。[43]事后，9车以后的车厢仍沿陇海、京广线前行，1-5车厢则经延安赴京，脱轨的车厢则于8月6日返回西安维修。

## 参看
- 中国铁路大提速
- 中国铁路25K型客车
- 中国铁路25Z型客车
- 复兴号CR200J型电力动车组
- 和谐号CRH1型电力动车组